# 10 Downing Street
10 Downing Street é a residência oficial e o escritório do primeiro-ministro do Reino Unido enquanto sede do governo de Sua Majestade. Situa-se na Downing Street, na Cidade de Westminster, em Londres, Inglaterra. Na realidade, é a residência oficial do Primeiro Lorde do Tesouro, mas nos tempos modernos este posto tem sido mantido simultaneamente com o cargo de primeiro-ministro.

## Visão Geral

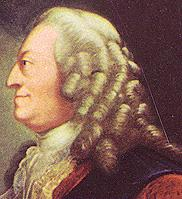
Jorge II ofereceu a "casa dos fundos" e as duas casas da Downing Street a Sir Robert Walpole para servirem de residência oficial ao Primeiro Lorde do Tesouro.

O Número 10, como muitas vezes é conhecido, é talvez o mais famoso endereço em Londres e uma das casas mais reconhecidas em todo o mundo.
Situado em Westminster, Londres, o Número 10 é o centro do governo do Reino Unido, física e politicamente. O número 10 não é apenas apenas a casa do primeiro-ministro (o "premiê"), mas também um local de trabalho. Possui escritórios para o premiê, secretários, assistentes e assessores, além de numerosas salas de conferência e jantar onde o Premiê se encontra e distrai com outros líderes e dignitários estrangeiros. O edifício está situado perto do Palácio de Westminster, a casa do Parlamento, e do Palácio de Buckingham, a residência do Rei.
O edifício, que é hoje conhecido como Número 10, foi originalmente três casas: a "casa dos fundos", o Número 10 propriamente dito e uma pequena casa ao lado; a "casa dos fundos" foi uma mansão construída por volta de 1530, com vista para o St. James's Park, o original Número 10 era uma casa de cidade, mais simples, construída em 1685; e a terceira era uma casa mais modesta situada ao lado do número 10.
Em 1732, o Rei Jorge II ofereceu a 10 Downing Street e a "casa dos fundos" a Robert Walpole (muitas vezes chamado de o primeiro primeiro-ministro), em gratidão pelos seus serviços à nação. Walpole aceitou apenas na condição de que seria um presente para o cargo de Primeiro Lorde do Tesouro e não unicamente para si. O rei concordou e a "propriedade" tem passado, desde então, para cada futuro Primeiro Lorde. Entre 1732 e 1735, Walpole contratou William Kent para unir as casas. É este edifício maior que hoje é conhecido como o Número 10 da Downing Street.
O arranjo não constituiu um sucesso imediato. Apesar do seu impressionante tamanho e conveniente localização, o Número 10 não era um local atrativo para se morar. Em parte, isso devia-se à sua má construção sobre solo pantanoso e à crônica negligência na sua manutenção. Como fator mais importante, Walpole foi um exemplo, não uma regra, e a posição de primeiro-ministro não fez parte da constituição britânica até ao início do século XIX, não estando invariavelmente ligada ao cargo de Primeiro Lorde do Tesouro antes do século XX. Alguns primeiros-ministros moraram ali, mas muitos não. Com uma manutenção dispendiosa, negligenciada e deteriorada, a casa esteve por várias vezes perto de ser demolida.
No entanto, o Número 10 da Downing Street sobreviveu e ficou associado a muitos dos grandes estadistas e eventos da história recente britânica, pelo que as pessoas se aproximam para apreciar o seu valor histórico. Como primeira-ministra, Margaret Thatcher disse, em 1985: "o Número 10 tem-se tornado "uma das jóias mais preciosas do patrimônio nacional".

## História do edifício

### A "casa dos fundos" antes de 1733

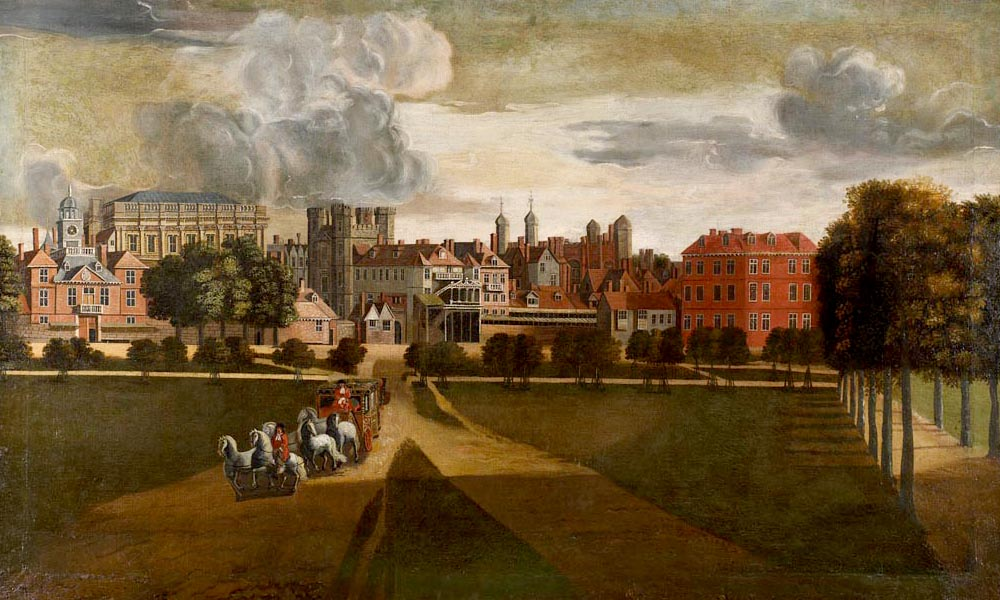
O Palácio de Whitehall por Hendrick Danckerts, c. 1660-1679. A vista é da parte oeste com o rei Carlos II em primeiro plano cavalgando pelo St. James's Park. A "casa dos fundos" está na extrema direita; o edifício octogonal próximo dela é o Cockpit-in-Court.

A "casa dos fundos", a maior parte da atual residência do primeiro-ministro britânico, foi uma imponente mansão de três andares construída por volta de 1530, ao lado do Palácio de Whitehall, a principal residência dos monarcas da época. Era um dos vários edifícios que compunham o "Cockpit Lodgings", assim chamados porque foram associados a uma rinha de galos, inseridos numa incomum estrutura octogonal. No início do século XVII, foi convertida numa sala de concertos e teatro, mas manteve o seu antigo nome. Depois da Revolução Gloriosa, algumas das primeiras reuniões do Conselho de Ministros foram realizadas secretamente no Cockpit.
Durante o período Tudor, a "casa dos fundos" era a casa do Conservador do Palácio de Whitehall, responsável por conservar o palácio, incluindo o Cockpit. Durante muitos anos, foi ocupada por Thomas Knevett (ou Knyvet), famoso por prender Guy Fawkes em 1605 e frustrar o seu plano de assassinar Jaime I. No ano anterior, Knevett desocupou a "casa dos fundos" e foi morar na casa ao lado, onde é hoje o Número 10.
Desde então, os membros da família real e os funcionários do governo passaram a morar na "casa dos fundos". Em 1604, o Príncipe Carlos (futuro Carlos I) aos quatro anos de idade, filho de Jaime I, habitou ali por um curto período de tempo. Depois, a propriedade foi ampliada para incluir o Little Close Tennis Court, onde Henrique VIII praticava o seu jogo favorito, e foram construídos uma cozinha e quartos para o pessoal doméstico. Aos oito anos de idade, a Princesa Isabel mudou-se para a "casa dos fundos", habitando ali até 1613, ano em que casou com Frederico V, Eleitor Palatino, e foi viver para a corte do marido, no Castelo de Heidelberg. Com o desaparecimento da Dinastia Stuart, em 1714, os seus descendentes diretos, os governantes da Casa de Hanover, sucederam no trono britânico. Isabel foi avó de Jorge, o Eleitor de Hanover, que se tornou rei da Inglaterra em 1714, como Jorge I, e bisavó do Rei Jorge II, que ofereceu a casa a Robert Walpole em 1732. Assim, ao longo de um período de cem anos, a "casa dos fundos" uniu simbolicamente as Casas inglesas de Stuart e Hanover.
Oliver Cromwell morou na "casa dos fundos" entre 1650 e 1654; a sua viúva, por um ano, em 1659. George Monck, 1º Duque de Albemarle, o general que tornou possível a Restauração da monarquia, viveu ali de 1660 até à sua morte, ocorrida em 1671. Albemarle foi o Primeiro Comissário da Comissão do Grande Tesouro, de 1667 a 1672, que transformou a contabilidade real e permitiu ao Soberano um maior controle sobre as despesas. Essas medidas também lançaram as bases para a autoridade legal do cargo de Primeiro Lorde do Tesouro. O homem a quem se atribui a maior responsabilidade pelo desenvolvimento dessas medidas foi o secretário de Albemarle, Sir George Downing. Albemarle foi a primeira pessoa associada ao Tesouro que viveu no que acabaria por se tornar na atual casa do Primeiro Lorde do Tesouro e Primeiro-Ministro.
Depois da morte de Albemarle, o Príncipe de Orange, mais tarde Guilherme III de Inglaterra, provavelmente morou na "casa dos fundos" por um curto período de tempo, enquanto visitava o seu tio, Carlos II. Na primavera de 1671, George Villiers, 2º Duque de Buckingham, então um destacado membro do Ministério Cabal, tomou posse da casa. Buckingham reconstruiu a maior parte do edifício com uma considerável quantia em dinheiro do governo. O resultado foi uma mansão espetacular e espaçosa, paralela ao Palácio de Whitehall. Do seu isolado jardim ornamental tinha-se uma vista completa do St. James's Park, onde pastavam veados, enquanto cavalheiros e damas da nobreza passeavam por caminhos adornados com esculturas.
Depois da aposentação de Buckingham, em 1676, Lady Charlotte Fitzroy, uma filha ilegítima de Carlos II, aos doze anos de idade, mudou-se para a "casa dos fundos" quando casou com o Conde de Lichfield, Mestre da Cavalaria. Nos preparativos para os novos inquilinos, a Coroa autorizou novamente o dispêndio de uma grande verba para a reconstrução do edifício. Este trabalho incluiu a ampliação do jardim e a adição de um andar, deixando a casa com três andares principais, além de um sótão e um porão. A mansão resultante, que ficou conhecida como Litchfield House, ainda pode ser vista atualmente como a parte de trás do Número 10. O motivo pelo qual foi necessária essa reconstrução tão cara é um enigma. Possivelmente houve um incêndio, mas a explicação mais provável é que a casa estivesse ruindo, devido a problemas estruturais, uma vez que se encontrava construída num terreno pantanoso perto do Tâmisa, pelo que os edifícios nessa área exigiam alicerces profundos na sua fundação para evitar danos estruturais devido às acomodações do terreno. Naquela época, a "casa dos fundos" estava sobre uma fundação superficial, um erro de concepção que causaria problemas até 1960, quando a atual 10 Downing Street foi reconstruída sobre uma fundação de alicerces mais profundos.
Lady Litchfield e a sua família acompanharam Jaime II no exílio após o Revolução Gloriosa. Em 1690, os novos monarcas, o Rei Guilherme III e a Rainha Maria II, ofereceram a Litchfield House a Hendrik van Nassau-Ouwerkerk, um general neerlandês, primo do rei, que tinha ajudado a assegurar a coroa inglesa para o então Príncipe de Orange. O também Mestre da Cavalaria, Nassau, chamado de "Lorde Overkirk" pelos ingleses, morou no que veio a ser chamada de Casa Overkirk até à sua morte, em 1708.
A Casa Overkirk reverteu para a Coroa após a morte de Lady Overkirk, ocorrida em 1720, e o Tesouro emitiu uma ordem "para restaurá-la da melhor e mais substancial forma" a um custo de £2.522, uma quantia muito grande para a época. O trabalho incluiu: "a passagem dos fundos para a Downing Street deve ser reparada e colocada uma nova porta; um novo banheiro deve ser construído; demolir a passagem desnecessária, anteriormente utilizada pelas Damas-de-honra para entrar na Downing Street quando a Rainha residia no Cockpit; para o New Cast uma grande cisterna de chumbo e canalização para levar a água até ao interior da casa e uma nova estrutura para a cisterna".
Após as reparações concluídas, Johann Caspar von Bothmar, Conde de Bothmar, emissário de Hanover e assessor de Jorge I e de Jorge II, assumiu a residência. Embora o Conde de Bothmar se queixasse muito das "condições precárias das instalações", morou lá até a sua morte, em 1732.

### A casa original Número 10 antes de 1733 e a construção da Downing Street

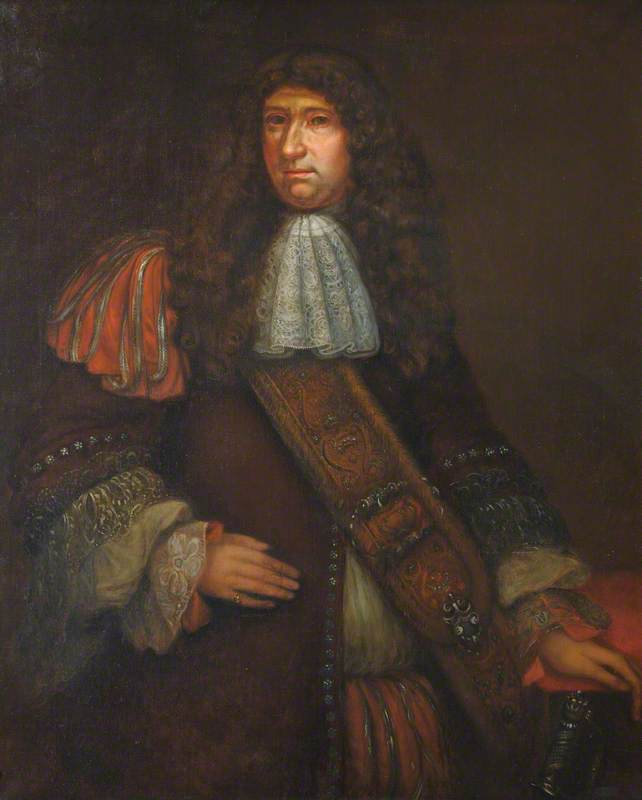
Sir George Downing. Esta pintura está pendurada no Número 10, mesmo frente à porta de entrada.

A "casa dos fundos" constitui a maior parte do que é hoje a residência do primeiro-ministro britânico, a Número 10 da Downing Street. A parte menor, da qual o edifício recebe o seu nome, fez parte duma série de moradias construídas por Sir George Downing, em 1684.
Downing, um notório espião de Oliver Cromwell e, mais tarde, de Carlos II, investiu o seu dinheiro em propriedades e reuniu uma fortuna considerável. Em 1654, adquiriu em arrendamento uma porção de terras ao sul de Saint James's Park, adjacente à "casa dos fundos" e a uma curta distância do Parlamento. Downing tinha a intenção de construir uma série de casas destinadas às "… pessoas de boa qualidade para habitar nelas…". A rua em que construiu essas casas ostenta agora o seu nome, e a maior delas faz parte, atualmente, do número 10 da Downing Street.

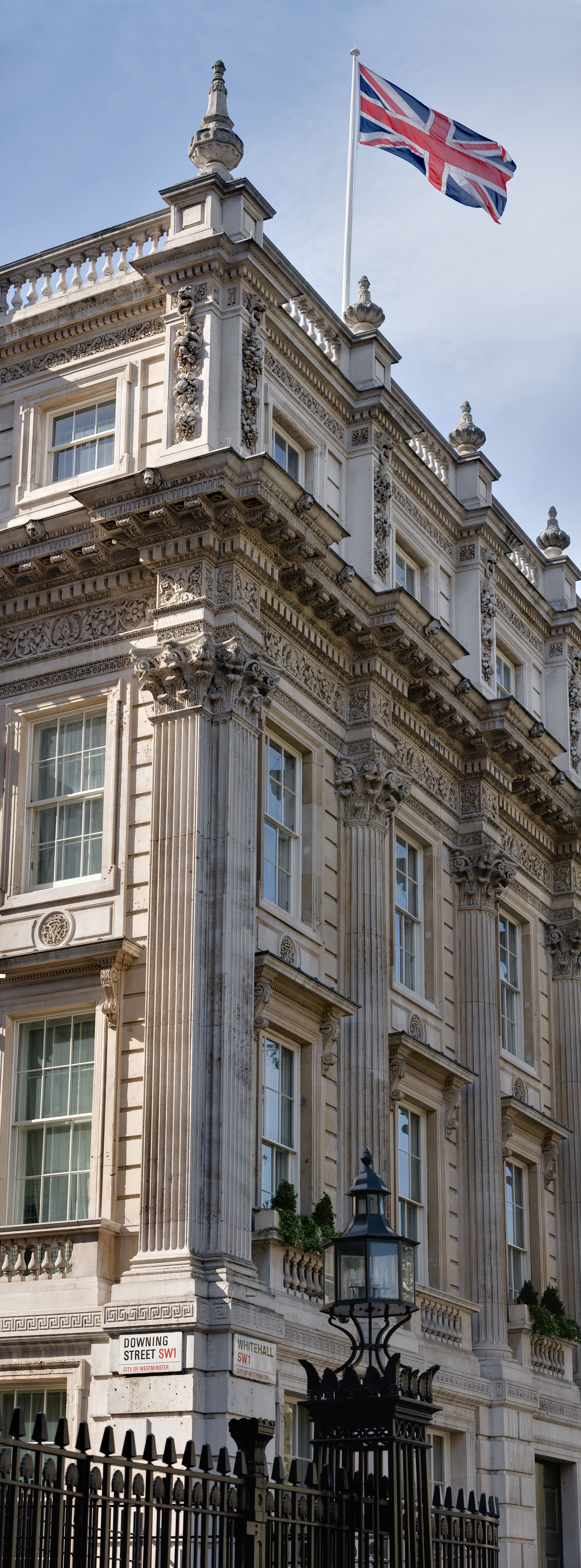
A esquina da Downing Street com a Whitehall.

Apesar de, a princípio, este investimento parecer algo comum, constatou-se posteriormente que se tratava de algo juridicamente inviável, uma vez que outra pessoa também reivindicava ter direito legal sobre as terras: a família Hampden tinha um contrato de locação feito com a Coroa e recusou-se a renunciá-lo. Downing ainda lutou na justiça contra esta alegação, mas foi derrotado e, consequentemente, teve de esperar trinta anos para a locação dos Hampden expirar, antes de finalmente construir as suas casas.
Quando finalmente chegou a hora, Downing pediu permissão para construir além do limite imposto anteriormente, de forma a tirar proveito dos desenvolvimentos recentes em habitação. A Coroa aprovou e emitiu um novo mandado real, em 1682, dando-lhe permissão para construir as suas casas ainda mais a leste do que especificado na sua concessão inicial. No mandado lê-se: "Sir George Downing… [está autorizado] a construir novas e futuramente mais casas em direção oeste concedido pela patente de 1663/4 fev. 23. A presente concessão é devido ao dito Cockpit ou a maior parte dele estar sendo demolido; mas é para ser objeto de trabalho desde que este não seja construído a menos de 14 pés mais próximo da parede do referido parque, na extremidade oeste do mesmo".
Com uma velocidade espantosa, Downing construiu o seu beco sem saída com casas de dois andares com cocheiras, estábulos e vista para o St. James's Park. Não está claro quantas casas construiu; a maior parte dos historiadores fala em quinze, outros em vinte. Possivelmente, houve inicialmente quinze e outras foram acrescentadas posteriormente. O endereço também mudou várias vezes ao longo dos anos; o Número 10 foi na verdade o "Número 5" por um tempo, tornando-se "Dez" apenas em 1787.
Downing contratou Sir Christopher Wren para conceber e construir as suas casas, mas o resultado não foi impressionante. Embora espaçosas, foram construídas sobre terreno pantanoso. Tal como a "casa dos fundos", as fundações eram pouco profundas, o que causaria problemas estruturais intermináveis no futuro. Além disso, as frentes das casas foram pintadas imitando tijolos de argamassa. Três séculos depois, o primeiro-ministro Winston Churchill escreveu que a 10 Downing Street era "uma construção leve e pouco segura devido à especulação do contratante cujo nome eles suportavam".
A "extremidade superior", conhecida como Downing Square, fechava o acesso ao St. James's Park. Embora mal construídas, as casas eram consideradas elegantes e, por isso, tiveram vários ilustres moradores. A filha de Carlos II, Anne, com a sua amante, a Duquesa de Cleveland, viveu numa casa grande de esquina que se pensa ser a do número 12. A Condessa de Yarmouth viveu no número 10 entre 1688 e 1689. Lord Lansdowne aí residiu de 1692 a 1696, tal como fez o Conde de Grantham de 1699 a 1703. Era uma moda morar no local. Um anúncio publicado em 1720 descreveu a Downing Street como: "… um bonito lugar aberto, sobretudo na extremidade superior, onde há quatro ou cinco grandes e bem construídas casas, próprias para pessoas de qualidade e honra; cada uma tem uma agradável vista do St. James's Park com a Tarras Walk".
Downing provavelmente nunca morou nas casas que esperou trinta anos para construir. Em 1675, retirou-se para Cambridge, onde morreu nove anos depois, aos 61 anos de idade, poucos meses após a conclusão da sua rua. Atualmente, um retrato de Sir George Downing (reproduzido acima) pode ser visto no saguão de entrada da 10 Downing Street.

### A casa do Primeiro Lorde: 1733-1735

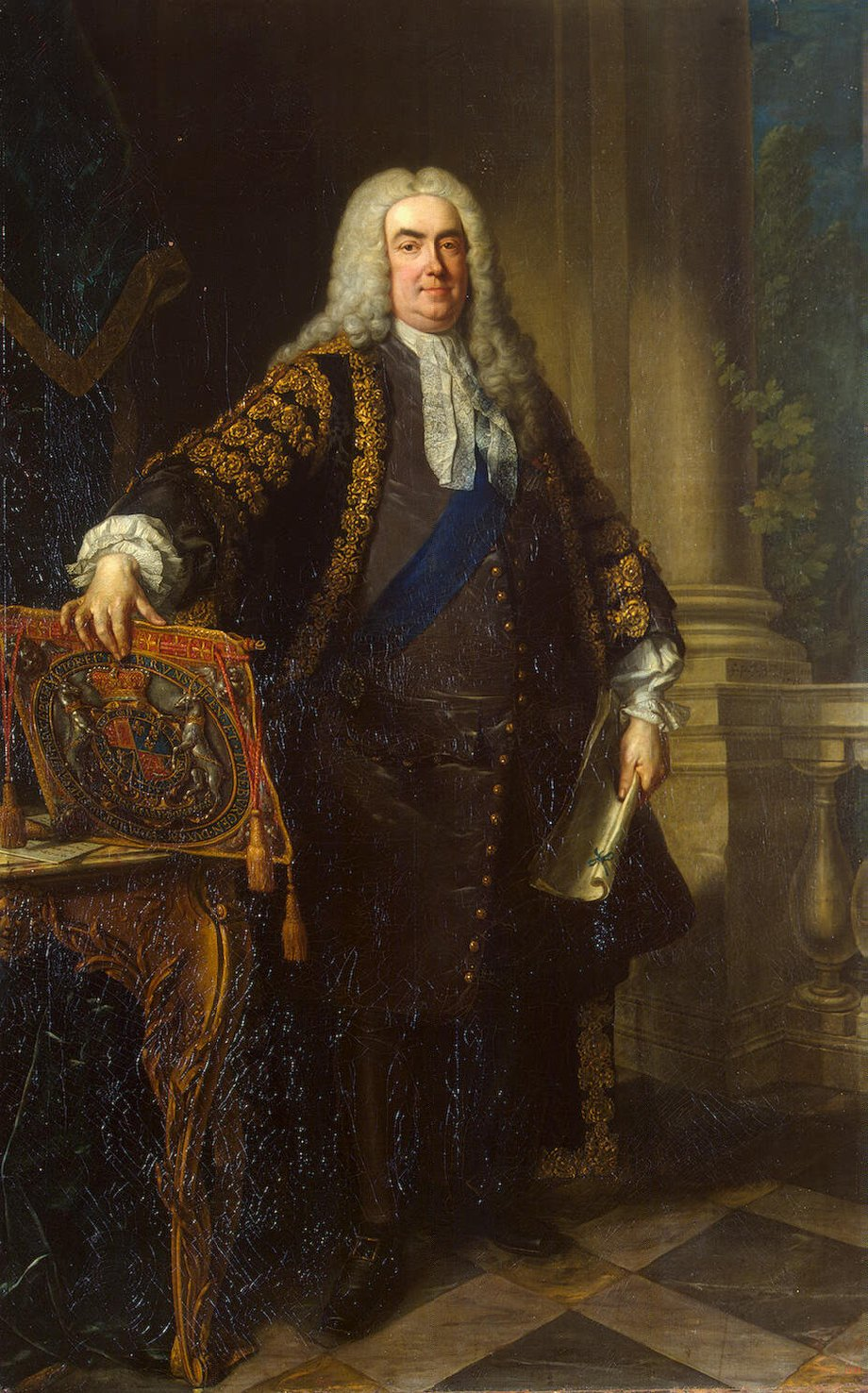
O Rei Jorge II quis oferecer a 10 Downing Street e a "casa dos fundos" a Robert Walpole (muitas vezes chamado de o primeiro primeiro-ministro), como agradecimento pelos seus serviços à Coroa. Walpole aceitou apenas na condição de que seria um presente para o cargo de Primeiro Lorde do Tesouro e não unicamente para ele.

Quando o Conde de Bothmar morreu, a posse da "casa dos fundos" reverteu para a Coroa. Jorge II aproveitou esta oportunidade para oferecê-la a Sir Robert Walpole como agradecimento pelos seus extraordinários serviços ao longo dos anos anteriores. Coincidentemente, o rei também havia obtido o arrendamento de estábulos e de duas propriedades na Downing Street, uma das quais era o Número 10, e acrescentou estas ao seu presente.
Walpole não quis aceitar o presente. Astuto e rico, provavelmente não queria onerar-se acrescentando-a ao seu grande número de propriedades, ou talvez conhecesse as casas construídas sobre solo pantanoso e soubesse que seria dispendioso mantê-las. Ao mesmo tempo, possivelmente não queria ofender o rei, recusando o presente sem uma boa justificação. Quaisquer que fossem os seus motivos, Walpole propôs - e o Rei concordou - que a Coroa daria as propriedades ao ocupante do cargo de Primeiro Lorde do Tesouro. Walpole moraria no edifício enquanto fosse o Primeiro Lorde, mas desocupá-lo-ia quando cessassem suas funções, deixando-o para o próximo.
Após a realização do acordo, Walpole tratou de unir as propriedades. Pretendendo ampliar a nova casa até à altura da passagem leste, Walpole convenceu Mr Chicken, o inquilino da pequena casa ao lado, a mudar-se para outra casa na Downing Street. A antiga residência de Mr Chicken, os estábulos e a "casa dos fundos" foram depois incorporadas ao Número 10.
Walpole contratou William Kent para unir as estruturas. O projecto de Kent era uma obra-prima. Aquele arquitecto uniu as duas casas maiores através da construção de uma estrutura de dois andares sobre uma parte do espaço entre elas, constituída por uma grande sala no piso térreo e várias outras salas no andar de cima. O espaço restante foi transformado num pátio. Ligou, então, as casas da Downing Street com um corredor, actualmente chamado de "Passagem do Tesouro".
Após ter unido as casas, Kent destruiu, então, os seus interiores: abriu vãos em paredes, quebrou pisos, removeu escadas e desmontou lareiras. Artesãos criaram uma bela escadaria tripla de pedras na seção principal do original Número 10. Com uma balaustrada de ferro embelezada com desenhos em arabesco e corrimão de mogno, ligava o andar do jardim ao primeiro andar. Ao longo de mais de duzentos anos, a escada de Kent foi a primeira característica arquitetônica que os visitantes viam ao entrar na 10 Downing Street. Retratos de todos os primeiros-ministros desde Sir Robert Walpole decoravam as paredes até ao alto.  Na restauração de 1960, a escada de Kent foi deslocada para a parte de trás da casa e uma nova, com suportes não visíveis, foi instalada. Os retratos dos primeiros-ministros ainda decoram a parede.
Kent deixou a "casa dos fundos" com três andares de espaço vital, mas encimou a sua seção central com um frontão triangular. Para permitir o acesso mais rápido de Walpole à Câmara dos Comuns, murou a sua entrada do lado norte do St. James's Park e fez da porta na Downing Street a entrada para a nova casa ampliada.
A remodelação e reconstrução duraram dois anos. Em 23 de Setembro de 1735, o London Daily Post anunciou que Walpole se havia mudado para o Número 10: "Ontem, o Muito Honorável Sir Robert Walpole, com a sua esposa e família, mudou-se da sua residência em St James’s Square para a sua nova casa adjacente ao Tesouro em St James’s Park".
A família Walpole não entrou pela porta que actualmente é tão famosa, pois esta só seria instalada quarenta anos mais tarde. No entanto, a porta de Kent também era modesta, escondendo a espaçosa elegância do interior da construção. A nova residência da família Walpole, ainda que temporária, tinha sessenta divisões, decoradas com madeira e pavimento em mármore, acabamentos decorados, elegantes pilares e lareiras decoradas em mármore. Os esboços de Kent mostram sete salas principais no piso térreo e no primeiro andar, todas com belas vistas, quer do jardim, quer do St. James's Park. A maior foi transformada em sala de leitura de Walpole, medindo doze metros por seis e contando com enormes janelas. A sala foi, e ainda é, magnífica; o seu impressionante tamanho é facilmente visto em muitas pinturas e fotografias. A "Sala de Leitura do Meu Lorde" (como Kent a rotulou nos seus desenhos), mais tarde, ficaria famosa como a sala do Gabinete onde os Primeiros-Ministros se reúnem com os seus ministros subordinados. Um retrato de Walpole está colocado sobre a lareira por trás da cadeira do primeiro-ministro; é o único quadro na sala.
Depois de se mudar, Walpole ordenou que uma parte do terreno do lado de fora da sua sala de leitura fosse transformado num jardim. Cartas patentes emitidas em Abril de 1736 indicam que: "… um pedaço do terreno do jardim localizado no parque de St. James, pertencente a Sua Majestade, adjacente à casa agora habitada pelo Muito Honorável Ministro das Finanças de Sua Majestade, foi dado em troca… da Coroa". O mesmo documento confirmou que o Número 10 da Downing Street foi: "anexada e vinculada ao cargo do Tesouro de Sua Majestade e ser e permanecer para uso e habitação do primeiro Comissário de Tesouro de sua Majestade no momento" Assim, foi instituído por escrito que o Primeiro Lorde do Tesouro tinha uma casa oficial.

### "Minha grande e incômoda casa": 1735-1805

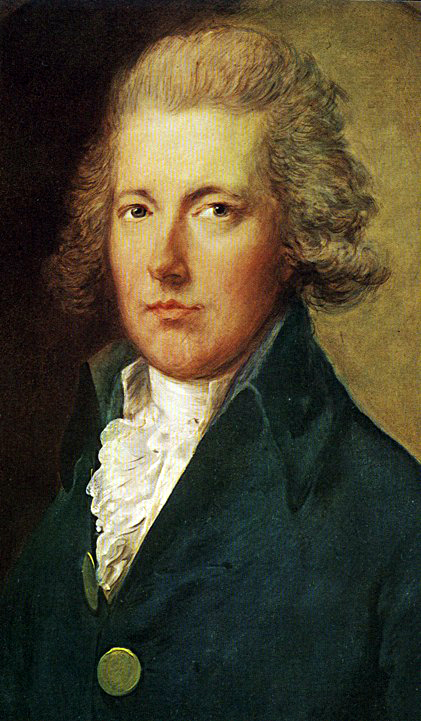
William Pitt, o Novo morou na 10 Downing Street por dezenove anos, mais tempo do que qualquer outro primeiro-ministro antes ou depois dele. Numa carta para sua mãe, Pitt chamou o Número 10 de sua "grande e incômoda casa".

Nos séculos XVIII e XIX, o 10 Downing Street era geralmente visto como um edifício pequeno, inexpressivo e medíocre, que possuía uma qualidade muito inferior ao padrão de outros líderes semelhantes. William Pitt morou no Número 10 da Downing Street por mais de dezenove anos, mais tempo do que qualquer outro ministro da Coroa, antes ou depois dele. Viveu lá por três meses como Ministro das Finanças, em 1783, e, em seguida, um total de dezenove anos como primeiro-ministro, de 1783 a 1801 e novamente de 1804 a 1806.
Na época em que Pitt se mudou para a Downing Street, o exterior da casa era muito parecido com o dos dias atuais, devido ao demorado trabalho de construção realizado ao longo de um período de vários anos, com início em 1766. Nessa ocasião, o pai de Pitt era o primeiro-ministro, mas a casa era ocupada por Charles Townsend, o Ministro das Finanças. Antes de se mudar para lá, Townsend disse que a casa estava num estado deplorável e seria urgentemente necessário um grande trabalho de reparação. Seguindo as suas instruções, arquitectos realizaram uma inspecção na Downing Street e os resultados foram enviados por carta para o Tesouro:
"… inspecionamos a casa na Downing Street pertencente ao Tesouro, e encontramos as paredes da parte antiga da casa, próximas da rua, muito degradadas, os pisos e as chaminés muito afundados a partir do nível do solo e nenhum muro entre a casa adjacente do lado oeste … Fizemos, portanto, um projeto e previsão para a demolição da frente próxima da rua e também da parede do lado leste do corredor, para a construção de uma nova parede no lado oeste para evitar o perigo de incêndio, para reparar a parte restante do antigo edifício e para erguer um novo edifício adjacente à mesma. Toda a obra … custará a soma de novecentas e cinquenta libras".
É surpreendente que essa ampla reparação e reconstrução fossem necessárias, uma vez que se tinham passado apenas trinta anos desde que as três casas, que formam o Número 10, foram totalmente reconstruídas por Kent por solicitação de Walpole. A carta sugere que os danos, sempre constantes, fossem causados pela baixa qualidade das fundações, especialmente aquelas da parte frontal da casa construídas pelo já falecido Downing.
A reconstrução de Townsend foi iniciada quase imediatamente e continuou enquanto ele e a sua família ocuparam a casa. No entanto, inexplicavelmente, parece ter levado muitos anos para que a obra fosse concluída. Uma nota do Lorde North para o Departamento de Obras, datada de Setembro de 1774, pede para que as obras na parte da frente da casa, "que foram iniciadas por um mandado do Tesouro de 9 de Agosto de 1766", fossem concluídas.
Tinham decorrido apenas dezessete anos desde que as alterações substanciais haviam sido iniciadas por Townsend, mas estas foram deixadas incompletas. No final de Agosto de 1783, o Duque de Portland mudou-se de Downing Street, porque o edifício precisava de reparos. Esta nova necessidade de cuidados ficou evidente em 1781. Em Março do ano seguinte, uma comissão composta por North e outros, após inspecionar o estado da casa, achou que o dinheiro gasto até aquele momento era insuficiente e emitiu um parecer do Conselho de Obras, declarando que "os reparos, alterações e acréscimos na casa do Ministro das Finanças custariam a soma de £5.580, sem contar a quantia já disponibilizada por Sua Majestade. E pediam para que a referida quantia de £5.580 fosse liberada - e também pediam um adiantamento daquela soma para permitir-lhes pagar aos trabalhadores".
Isto aconteceu pouco antes de Pitt se mudar para a Downing Street como Ministro das Finanças. O trabalho aparentemente estaria ainda em curso quando Pitt entrou na sua nova residência, o que pode explicar as suas palavras na carta para a sua mãe, onde dizia ter "ido morar … em parte de minha grande e incômoda casa". Parecem não terem sido satisfatoriamente concluídas na época em que Portland se mudou-se para lá, no dia 15 de Abril de 1783, poucas semanas antes do seu primeiro grande jantar; está registrado: "Mr Couse relatou que, após ter ido à casa da Downing Street, teria feito uma estimativa de diversas obras a serem realizadas a pedido da Duquesa de Portland".
Porém, os trabalhos só seriam iniciados em Agosto. No dia 8 de Agosto, "Sir William Chambers leu uma carta de Mr Beirne, secretário particular do Duque de Portland, relativa à pintura da casa na Downing Street". Mais tarde nesse mês, foi anunciado na imprensa que "O Duque de Portland se mudou para a Burlington House, onde sua Graça residirá enquanto a sua casa na Downing Street está em reforma".
Além dos reparos necessários, foram realizadas alterações adicionais. Por exemplo, a Sala do Gabinete foi ampliada, recebendo a sua aparência actual. Do mesmo modo, a grande sala de estar do piso superior - a sala de canto adjacente ao edifício do Tesouro de Kent - foi ampliada através da substituição da parede sul por duas colunas jônicas. Ao mesmo tempo, o frontão triangular na frente da Horse Guards foi removido e ergueu-se um parapeito plano. Robert Taylor foi o arquiteto a quem este trabalho foi confiado; por esse motivo, recebeu o título nobiliárquico de Cavaleiro após a sua conclusão.
Conforme citado nas Memórias de Pitt, por Cleland, "… os gastos na reforma da casa na Downing Street, na qual ele teve a honra de morar por alguns meses… teve, um ou dois anos antes dele assumir o cargo, o custo público superior a 10.000 libras e, nos sete anos que precederam essa reforma, as despesas anuais foram pouco menos de £500. As alterações que tiveram o custo de £10.000, declarou consistirem em uma nova cozinha e escritórios, extremamente convenientes, com várias salas confortáveis; e observou que uma grande parte do custo, havia entendido, ter sido ocasionado pelas más condições dos alicerces da casa".
Quatro dias depois, no dia 21 de Junho, o Morning Herald publicou: "£500 libras anuais anteriores à Grande Reforma, e £11.000 na Grande Reforma em si! Muito tem este extraordinário edifício custado ao país - por essa quantia uma habitação muito melhor poderia ter sido comprada".

### "Minha solitária e incoerente casa": 1806 - 1902

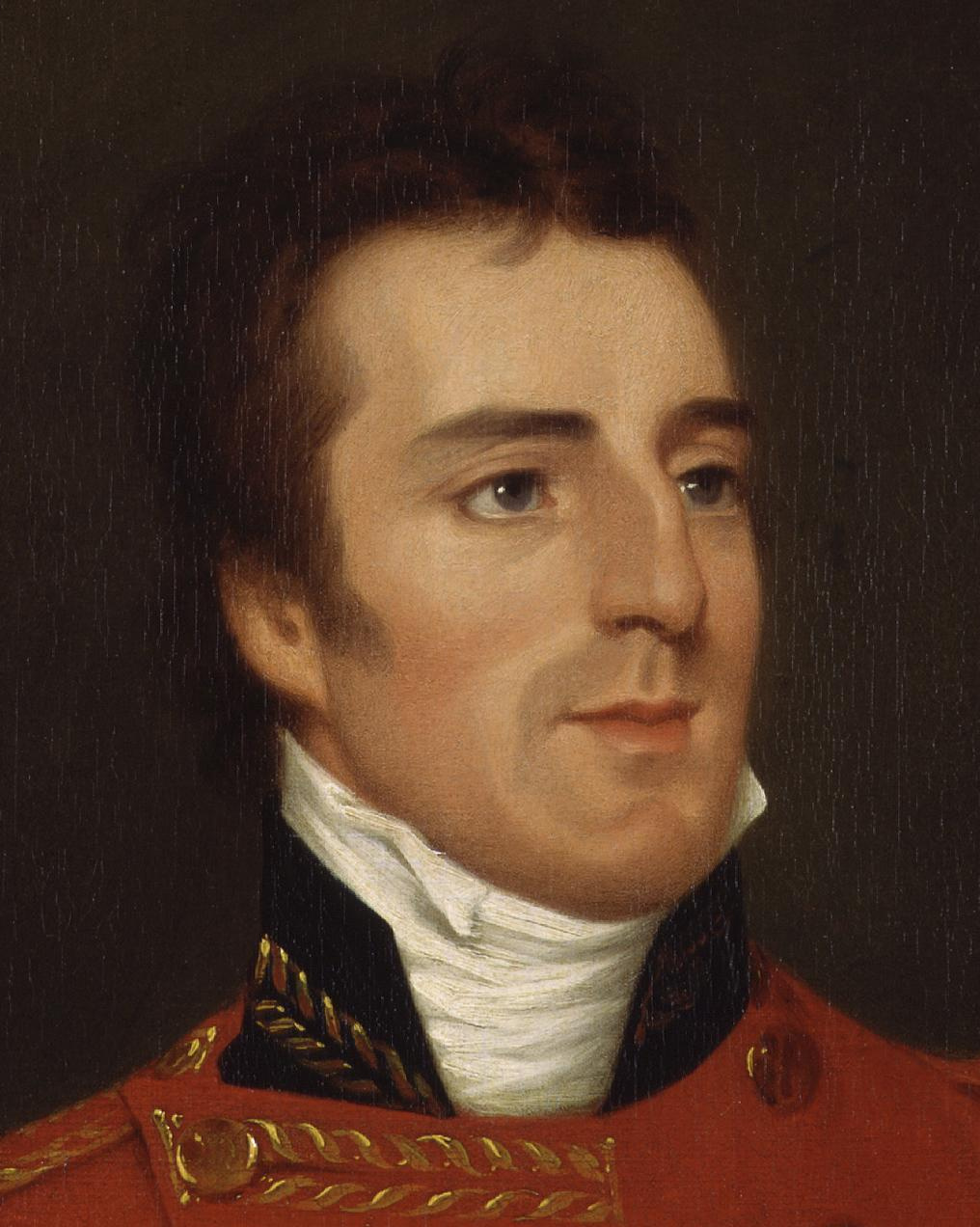
Arthur Wellesley, 1.º Duque de Wellington, primeiro-ministro (1828-1830) por sete meses, recusou-se a morar no Número 10, porque a casa era muito pequena.

Nesta época, uma série de proeminentes primeiros-ministros, nomeadamente o Duque de Wellington, escolheram morar em residências mais espaçosas e em mansões em Londres, deixando o Número 10 para ser utilizado por alguns cargos subalternos. Entre 1742 e 1780, apenas dois primeiros-ministros (Lorde Grenville e Lorde North) realmente moraram no 10 Downing Street. Depois de 1834, nenhum primeiro-ministro morou lá até Benjamin Disraeli, que passou a habitar o edifício em 1877. De fato, durante trinta anos, de 1847 a 1877, a área residencial ficou vaga.
Foi Disraeli quem renovou a associação da 10 Downing Street com o cargo de Primeiro Lorde do Tesouro. Quando se tornou Primeiro-Ministro, a princípio não viu necessidade de se mudar para o Número 10. No entanto, dois anos mais tarde, durante a crise do Médio Oriente, Disraeli, com setenta e dois anos de idade e afetado pela gota, achou que era impossível qualquer caminhada mais longa do que a curta distância entre os jardins da Whitehall e a Downing Street para os acalorados debates do Gabinete. Ele escreveu a um amigo: "eu estive muito doente e continuo muito doente, e estou quase impossibilitado de subir escadas; a gota e a bronquite tem terminado em asma … Às vezes sou obrigado a ficar sentado a noite inteira, e a falta de sono tem me enfraquecido … eu tento estar presente em cada sessão, mas não posso andar, actualmente, de Whitehall até a Downing Street, mas sou obrigado a ser transportado nesse trecho, que mais de cinqüenta vezes eu fiz diariamente com as minhas próprias pernas".
Em Novembro de 1877, Disraeli assumiu a sua residência no Número 10, pela primeira vez usada como residência do Primeiro-Ministro desde que Robert Peel a deixou trinta anos antes. Prevendo-se que Disraeli pudesse decidir ocupá-la, os quartos superiores da casa foram abertos e arejados, e os decoradores foram chamados vários meses antes para preparar o orçamento. O orçamento para fazer apenas a decoração da sala de estar, descrita como "A Sala de Recepção de Lorde Beaconsfield", alarmou o Tesouro. O custo da pintura do tecto em cor clara, a decoração das paredes e a colocação de papéis nos painéis, e ressaltar a cornija com um pouco de ouro chegava ao total de £782 para uma única sala. O custo de um novo portão e lajotas, mais £40. Uma carta do Tesouro, de 21 de Novembro de 1876, declarou:
Meus senhores, acredito que todos os esforços serão feitos para adequar as despesas dentro de estreitos limites, e que todo o gasto seja aquele estritamente necessário para deixar a sala em condição adequada de uso para o qual foi projetada. Nada, além disso, será consentido, uma vez que seria imprudente qualquer grande quantia gasta numa casa velha, uma vez que outras partes se encontram deficientes. Espera-se que o orçamento agora apresentado possa sofrer susceptível redução.

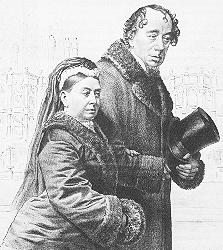
Disraeli e a Rainha Vitória.

Do custo final foram descontadas £200 do orçamento inicial. Mas, então, surgiu a questão do mobiliário para a sala. Disraeli insistiu que o Tesouro deveria comprar todos os móveis necessários. Salientou que esta era a prática na porta ao lado, no Número 11, a residência oficial do Ministro das Finanças, por um quarto de século. De fato, uma desavença entre Disraeli e William Gladstone mais de vinte anos antes tinha causado esta mudança para o Número 11. Anteriormente, cada novo Ministro das Finanças requisitava a compra do mobiliário do arrendatário anterior. Gladstone, quando substituiu Disraeli no cargo, em 1853, recusou fazê-lo e pediu para o Departamento de Obras para comprá-lo - pelo menos os móveis utilizados para assuntos oficiais. Embora Disraeli concordasse em princípio, insistiu que o antigo acordo "entre os cavalheiros" fosse observado no presente; o novo acordo teria efeito com a próxima transferência. Seguiu-se uma correspondência acrimoniosa. Naquela ocasião, Gladstone triunfou e os móveis foram adquiridos pelo Estado. Para prevenir futuros litígios, uma nota do Tesouro definiu, claramente, o grau de responsabilidade do inquilino que entra e do que sai.
Agora, os lados mudaram e foi Disraeli quem triunfou. Uma prática semelhante à que foi utilizada pelo locatário do Número 11, foi agora empregada pelo inquilino do Número 10, o Primeiro-Ministro. Uma nota do Tesouro (de 30 de Maio de 1878) definiu como locais públicos o salão de entrada, a escadaria e as salas do primeiro andar (incluindo a Sala do Gabinete), e especificou que estas deveriam ser mobiliadas pelo Estado. Todas as outras áreas da casa foram definidas como privativas e as mobílias delas deveriam ser adquiridas pelo novo primeiro-ministro através dum processo de débito e crédito. Quando um novo primeiro-ministro se mudasse para a casa, um inventário seria feito do mobiliário já existente, juntamente com um orçamento do seu valor. Nesta primeira lista seria acrescentado o custo de qualquer mobiliário adicional solicitado pelo novo ocupante e segundo o custo dos reparos feitos no mobiliário durante a sua ocupação. Ao deixar a casa, na passagem do cargo, o primeiro-ministro pagaria pelo uso e desgaste, determinado por subtração do valor da mobília, daquele valor total inicial.
Este procedimento foi respeitado por quase vinte anos, até Novembro de 1897. Desde então, o Estado tem mantido e renovado todos os móveis do Número 10, mesmo em áreas residenciais. Os primeiros-ministros só trazem os seus próprios objetos pessoais.

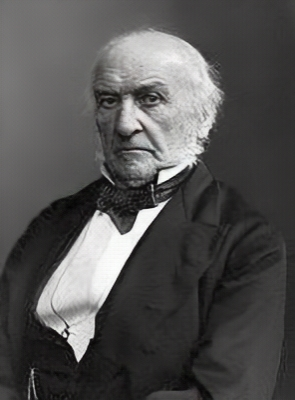
William Ewart Gladstone, primeiro-ministro, 1868-1874, 1880-1885, 1886, 1892-1894.

Após ter ganhado o argumento sobre quem deveria pagar pela nova decoração da sala principal da recepção, Disraeli gastou ali o dinheiro do Estado generosamente. Escolheu dezoito peças de seda para estofar os móveis da sala - dois sofás, quatro poltronas, quatro cadeiras de encosto alto e oito cadeiras pequenas - a um custo de £286, juntamente com as correspondentes cortinas em seda de £145, três mesas de £122, e dois belos tapetes persas Axminster, um grande para a sala e outro para o corredor de £178. Também mandou carpinteiros instalarem parquet como decoração em volta da sala por £50. Mais uma vez, a casa passou a ser a residência do Primeiro-Ministro e, para comemorar o evento, a Rainha enviou para Disraeli vasos com prímulas, a sua flor preferida, do seu jardim da primavera no Castelo de Windsor.
No entanto, após trinta anos de uso como escritórios, a Downing Street estava num triste estado de abandono. Algumas salas estavam arruinadas e o quarto privativo de Disraeli era inadequado e necessitava de modernização. Disraeli rapidamente descobriu que teria de fazer muito mais para tornar o velho local numa casa novamente habitável, mais ainda do que foi exigido de William Pitt, o Novo e Robert Peel. Em Agosto de 1878, o Departamento de Obras fez um novo e completo orçamento e enviou-o para o Tesouro solicitando uma despesa adicional de £2.350 para a instalação de água corrente quente e fria no quarto de vestir de Disraeli, criando e mobiliando uma nova sala de estar, o reparo da escadaria e da sala oficial do Primeiro-Ministro, quarto e ante-sala, e "pintura, limpeza, (e) branqueamento" de vários escritórios. Por outras £30, Disraeli também comprou de Mr Richard Evens um lustre de latão de velas para a sala de estar semelhante ao já existente no local.
Antes disso, o governo tinha tomado conta das outras casas na Downing Street: O Gabinete Colonial ocupava o número 14 em 1798; o Gabinete dos Negócios Estrangeiros estava no número 16 e nas casas de ambos os lado; o Departamento da Índia Ocidental ficava no número 18 e os Comissários do Dízimo no 20. Todos estes edifícios foram-se deteriorando por negligência, tornando-se inseguros, e foram demolidos um a um. Em 1857, todas as casas da Downing Street tinham desaparecido, com exceção das Número 10, Número 11 (habitualmente, a residência do Chanceler do Tesouro) e Número 12 (usada como escritórios para os líderes da bancada do Governo). Em 1879, um incêndio destruiu os pisos superiores do Número 12; este edifício foi renovado, mas apenas como uma estrutura de piso único.
Durante o seu último período no cargo, em 1881, William Gladstone, que era ao mesmo tempo Ministro das Finanças e Primeiro-Ministro, requisitou a residência em todos os números 10, 11 e 12 para si e sua família.
No final do século XIX, Downing Street degradou-se, ficando rodeada de prédios em condições precárias, ruelas escuras, crime e prostituição.

### Uma jóia preciosa: 1902-presente

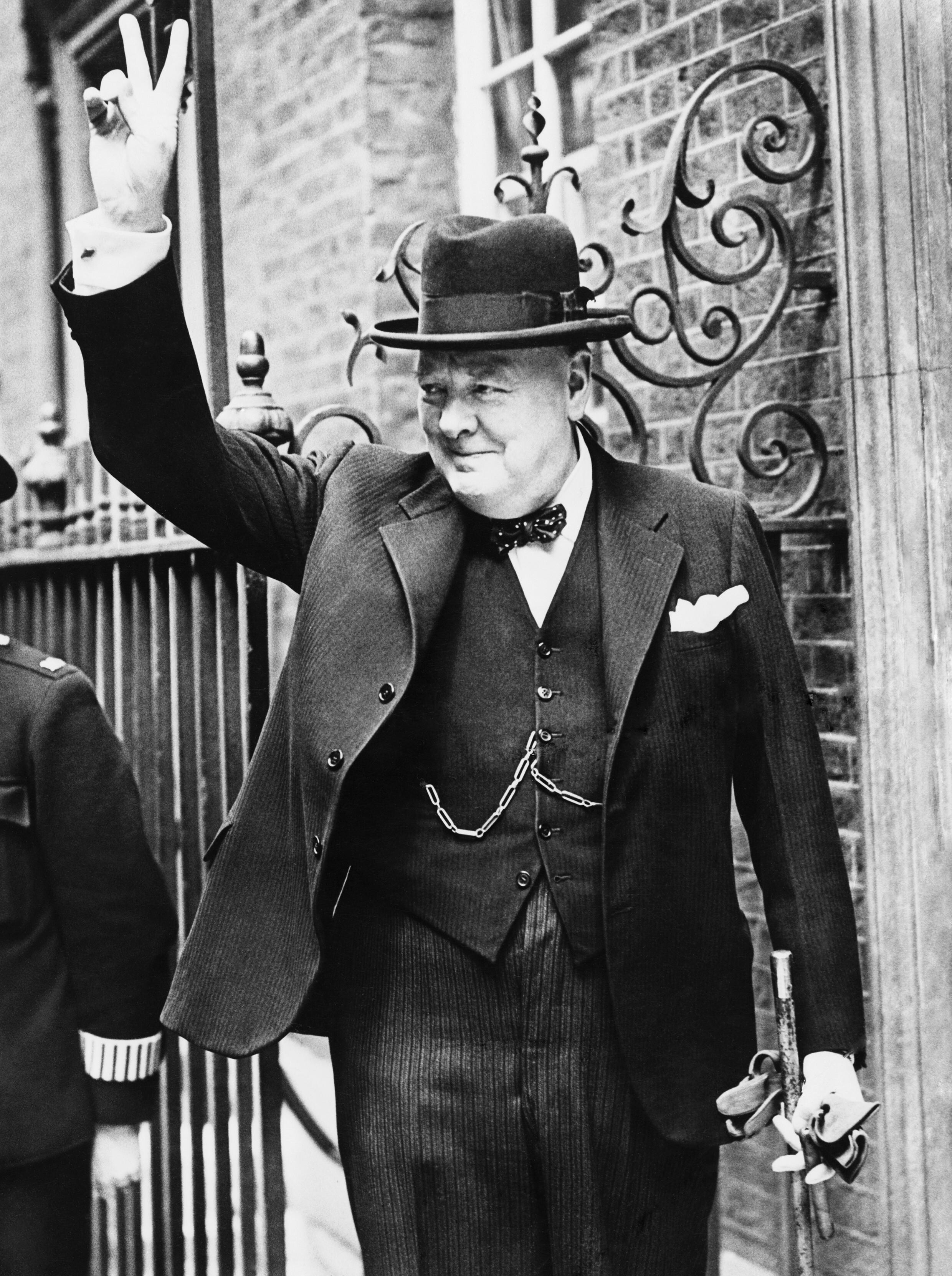
Winston Churchill à saída do Número 10, erguendo os dedos em forma de "V" como sinal de "Vitória".

Lorde Salisbury, primeiro-ministro na passagem para o século XX, foi o último primeiro-ministro que não acumulou o cargo de Primeiro Lorde do Tesouro. Também foi o último que não fez do Número 10 a sua residência oficial. Desde 1877, quando Disraeli se mudou para o Número 10, a casa foi continuamente ocupada pelo primeiro-ministro, com excepção de Salisbury. Salisbury residiu, relutantemente, no Número 10 por um breve período entre 1886 e 1887, durante o seu primeiro mandato, mas depois disso desocupou o edifício, tendo vivido na sua casa da Arlington Street, em St. James, e na Hatfield House, o seu palácio rural, enquanto foi primeiro-ministro (1887-1892 e 1895-1902).
Quando Lorde Salisbury se retirou, em 1902, o seu sobrinho, Arthur Balfour, tornou-se primeiro-ministro. Foi uma transição fácil; Lorde Balfour já era Primeiro Lorde do Tesouro e Líder da Casa dos Comuns e já se encontrava a viver no Número 10. Durante os anos finais do governo do seu tio, quando este estava doente ou no estrangeiro - o que era frequente - Balfour era o primeiro-ministro virtual. Balfour reavivou o costume segundo o qual o Número 10 seria a residência oficial do Primeiro Lorde do Tesouro e Primeiro-Ministro. Desde então, o hábito tem permanecido, embora tenham existido momentos em que os primeiros-ministros viveram noutros locais de forma não oficial.
Até ao início do século XX, os ministros da Coroa recebiam apenas o salário mínimo e era esperado que se mantivessem com as suas próprias riquezas. Assim, os Números 10 e 11 eram organizados para servirem como um pequeno hotel, no qual os ministros do governo moravam com os seus próprios empregados. Porém, quando Ramsay MacDonald se tornou o primeiro trabalhista a assumir o cargo de primeiro-ministro, no início da década de 1920, faltavam-lhe as riquezas dos antigos grandee Primeiros-Ministros, indo morar numa casa quase sem mobília, cercado de empregados domésticos que não podia pagar, alguns dos quais ganhando mais do que ele próprio.
Na década de 1940, mudanças econômicas e sociais levaram a grandes alterações na utilização da 10 Downing Street. Em vez de ser uma grande residência mantida por empregados, tornou-se um escritório de trabalho, com o Primeiro-Ministro e o seu gabinete relegados para um pequeno apartamento criado a partir de um antigo quarto dos serviçais na parte superior da casa. A natureza acanhada deste apartamento e a sua localização acima do que é hoje um complexo de escritórios de negócios, levou alguns primeiros-ministros a morar noutro lugar. Alguns primeiros-ministros dos séculos XIX e XX, possuíam as maiores e mais impressionantes residências, com numerosa criadagem que morava na casa. Winston Churchill, por exemplo, tinha uma grande afeição pelo Número 10, mas, embora de má vontade, dormiu no anexo abrigado da casa, para sua segurança durante a Segunda Guerra Mundial. De forma a garantir às pessoas que o seu governo estava a funcionar normalmente, insistiu em ser visto a entrar e sair ocasionalmente do Número 10. Harold Wilson morou na sua própria casa, na Lord North Street, durante o seu segundo mandato como primeiro-ministro (1974-1976), pois a sua esposa queria "uma casa própria". No entanto, reconhecendo a sua importância simbólica, manteve, com o apoio dos meios de comunicação, a aparência de morar no Número 10, trabalhando ali, organizando reuniões e distraindo-se com os convidados na Sala de Jantar de Aparato. Depois de cumprir as suas obrigações de Estado, saía secretamente por uma porta lateral para regressar ao seu verdadeiro lar após ser fotografado entrando pela porta da frente. Outros primeiros-ministros moraram na Casa do Almirantado na década de 1950, enquanto o Número 10 estava em trabalhos de reforma, ou na década de 1990, após um ataque de morteiro do Provisional IRA.

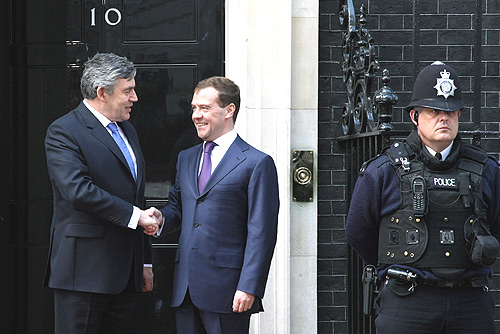
O Primeiro-Ministro Gordon Brown e o Presidente da Rússia Dmitry Medvedev fotografados em frente da famosa porta principal do Número 10, em Abril de 2004.

Por outro lado, após a eleição geral de 1997, em que os trabalhistas chegaram ao poder, uma troca foi realizada pelos futuros titulares dos dois títulos. Tony Blair era um homem casado com três filhos que ainda viviam com ele, enquanto Gordon Brown era solteiro no momento de assumir seu posto. Assim, embora o Número 10 continuasse a ser a residência oficial do Primeiro-Ministro e abrigasse os principais gabinetes ministeriais, Blair e a sua família foram morar no mais espaçoso Número 11, enquanto Brown morou no mais exíguo apartamento do Número 10. Depois que Brown casou e os Blairs tiveram o seu quarto filho, Brown mudou-se para o seu próprio apartamento particular nas proximidades e a família Blair ocupou as duas casas.
A fotografia e a chamada penny press (espécie de tablóides) foram ligando, na opinião pública, o Número 10 com o cargo de primeiro-ministro. A introdução de filmes e da televisão veio reforçar essa associação. Fotografias do primeiro-ministro à porta com distintos convidados tornou-se num lugar-comum. Com ou sem a presença do primeiro-ministro, os visitantes têm tirado as suas fotografias. Uma fotografia de sufragistas postadas frente à porta quando faziam a sua petição a Herbert Henry Asquith pelos direitos das mulheres, em 1913, tornou-se famosa e circulou em todo o mundo. Em 1931, Mohandas Gandhi, vestindo o simples dhoti tradicional, posou ao deixar o Número 10 depois de se reunir com Ramsay MacDonald para discutir a independência da Índia; também esta fotografia se tornou famosa, especialmente na Índia - camponeses analfabetos puderam ver o seu líder sendo recebido na casa do primeiro-ministro. O elegante negro da subavaliada porta de Couse, enquadrada a branco com um ousado "10" branco claramente visível, era o fundo perfeito para registar tais eventos. Alguns primeiros-ministros fizeram anúncios históricos a partir do seu degrau da frente. Acenado com o Acordo de Amizade Anglo-Germânico, Neville Chamberlain proclamou a "Paz Com Honra", em 1938, no Número 10 depois do seu encontro com Adolf Hitler em Munique. Durante a Segunda Guerra Mundial, Churchill foi fotografado muitas vezes emergindo confidencialmente do Número 10 enquanto exibia dois dedos erguidos em forma de "V" como sinal de "Vitória".

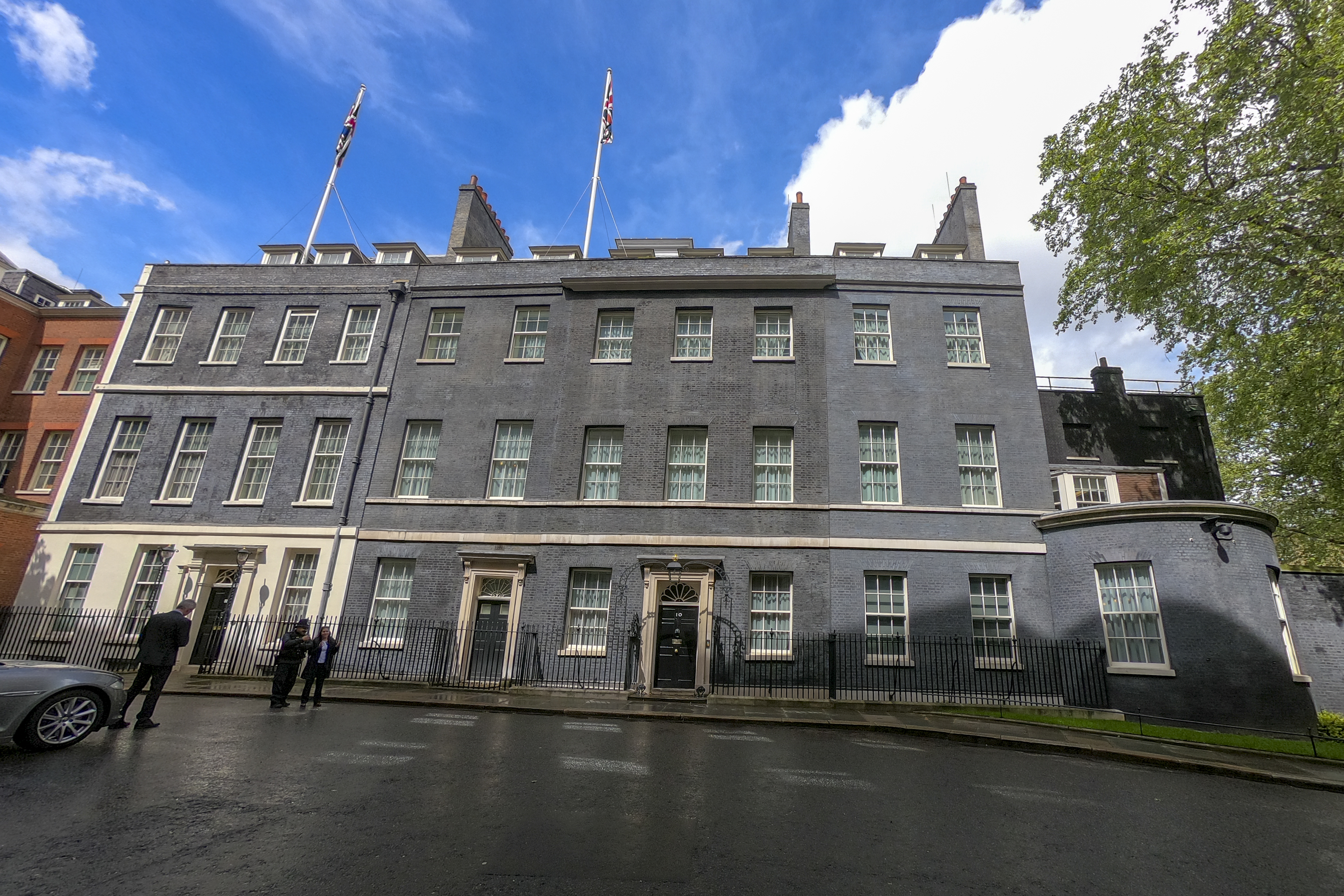
Vista de todo o 10 Downing Street em 2019, com 11 Downing Street é visível à sua esquerda.

Como símbolo do governo britânico, o Número 10 tornou-se num lugar de encontro para os manifestantes. Emmeline Pankhurst e outras líders sufragistas invadiram a Downing Street em 1908; manifestantes contra a Guerra do Vietname marcharam ali na década de 1960, tal como fizeram os opositores às guerra do Iraque e Afeganistão na década de 2000. O Número 10 transformou-se numa parada obrigatória em qualquer visita turística por Londres. Pessoas comuns, não só britânicos, mas também turistas estrangeiros, posam sorridentes em frente da famosa porta.
Na realidade, ao longo de dois séculos e meio a servirem como residências do governo, as casas foram tantas vezes interligadas, que é difícil saber com precisão onde termina uma e começa a outra. As paredes entre as casas, não só na Downing Street, mas também das casas adjacentes por detrás delas em Horse Guards Parade, têm sido alteradas e as construções integradas.
Numa carta a Christopher Jones, reproduzida por ela no seu livro No. 10 Downing Street, The Story of a House (Número 10 da Downing Street, a História de uma Casa), a primeira-ministra Margaret Thatcher resumiu os sentimentos que ela e muitos outros cidadãos britânicos têm em relação à casa em que viveu durante onze anos, a partir de 1979 e até 1990: "Todos os Primeiros-Ministros estão intensamente conscientes de que, como inquilinos e zeladores do Número 10 da Downing Street, têm sob sua responsabilidade uma das jóias mais preciosas do patrimônio da nação".

## Descrição de salas e elementos especiais

### A porta da frente e o hall de entrada

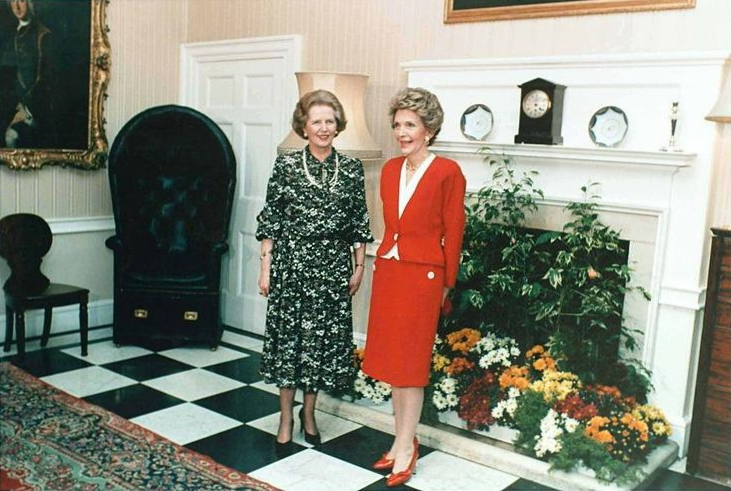
A então Primeira-Ministra Margaret Thatcher com a então Primeira-Dama dos E.U.A. Nancy Reagan, em 1986, em pé no hall de entrada do Número 10, com o seu distinto pavimento preto e branco axadrezado.

A maior parte da forma exterior moderna e dos elementos do Número 10 foram criados por Kent quando este combinou a "casa dos fundos" com as casas de cidade da Downing Street, em 1735. Atualmente, a sua aparência exterior é basicamente a mesma que tinha quando aquele arquiteto acabou a sua obra. A mais importante exceção é a agora mundialmente famosa porta de entrada.

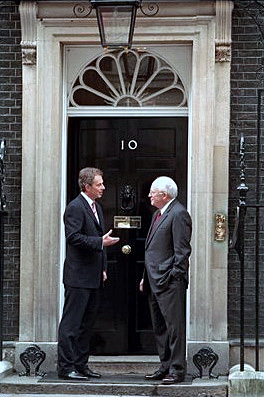
O ex-primeiro-ministro Tony Blair e o vice-presidente dos Estados Unidos da América Dick Cheney em frente à porta principal do famoso Número 10. Centenas de imagens como esta têm sido tiradas aos Primeiros-Ministros cumprimentando outros líderes mundiais.

A famosa porta do Número 10 é produto das renovações ordenadas por Townsend em 1766; provavelmente, não foram concluidas antes de 1772. A entrada da Downing Street foi reconstruída durante este período. Executada no elegante estilo georgiano pelo arquiteto Kenton Couse, foi provavelmente concluída em 1772. Conhecendo as discussões de momento que já tinham ocorrido em relação às paredes da casa, a sua fachada foi uma obra-prima da sobriedade inglesa. Modesta e estreita, é constituída de um único degrau feito de pedra branca levando a uma modesta fachada de tijolos. A pequena porta de seis painéis, feita de carvalho preto, está rodeada por uma esquadria cor-de-creme e acima adornada com uma atraente janela de bandeira semicircular. Pintado em branco, no centro da porta, entre a parte superior e média dos painéis, está o número "10"; entre os dois painéis do meio está uma aldrava de ferro negro, com a forma de uma cabeça de leão; e logo abaixo da aldrava está uma placa de bronze com a inscrição "Primeiro Lorde do Tesouro". Uma grade de proteção em ferro negro com ponteiras está posicionada ao longo da frente da casa e em cada um dos lados do degrau da porta. A grade sobe acima do nível da calçada num arco duplo, sustentando uma luminária de gás de ferro encimada por uma coroa.
Para além da porta, Couse colocou no corredor de entrada placas em mármore preto e branco no hall de entrada, que ainda se encontram em uso e são quase tão famosas como a própria porta.
Num dos cantos encontra-se uma cadeira do guarda, criada por Chippendale. Usada em tempos, quando os polícias montavam guarda na rua, tinha uma única "cobertura" para protegê-los do vento e do frio e uma gaveta por baixo onde era colocado carvão em brasa para fornecer calor. Os arranhões existentes no braço direito foram causados pelas suas pistolas roçando contra o couro.
Couse também adicionou, ao mesmo tempo, uma secção frontal à pequena casa no lado de Whitehall, a antiga casa de Mr. Chicken, incorporada ao Número 10 na época de Robert Walpole.

### A escadaria principal
Quando William Kent reconstruiu o interior do Número 10, entre 1732e 1734, os seus artesãos criaram uma escadaria tripla em pedra com suportes não visíveis na seção principal. Com uma balaustrada em ferro forjado embelezada com um desenho em caracol e corrimão de mogno, eleva-se do piso do jardim até o terceiro andar. A escadaria de Kent é o primeiro elemento arquitetônico que os visitantes veem quando entram no Número 10. Gravuras em preto e branco e fotografias de todos os antigos primeiros-ministros decoram a parede; estas são ligeiramente reorganizadas para arranjar espaço para a nova fotografia do mais recente ex-primeiro-ministro. Existem ali duas fotografias de Sir Winston Churchill.

### A Sala do Gabinete

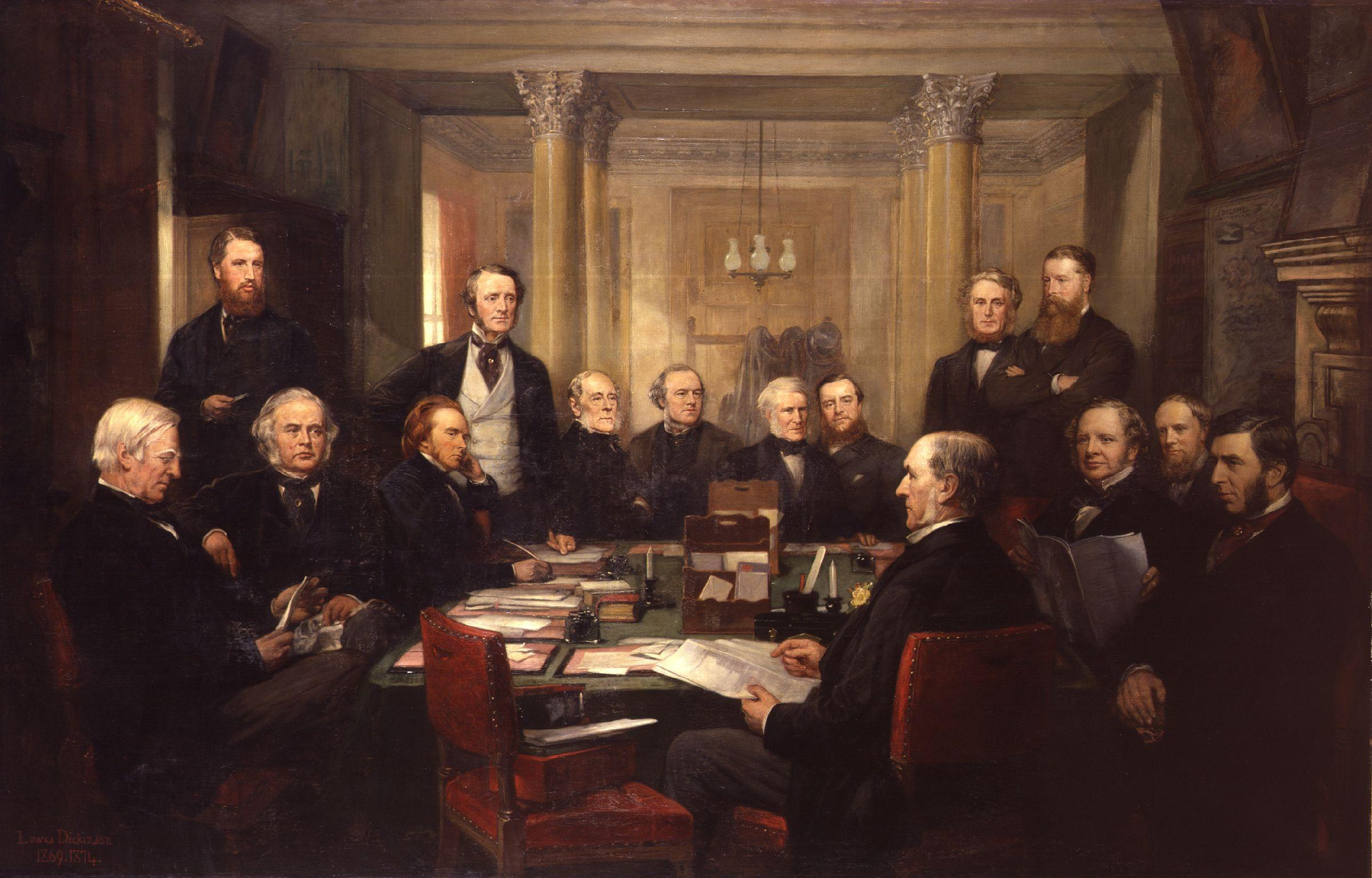
O Primeiro-Ministro Gladstone reunido com o seu Gabinete na Sala do Gabinete, em 1868, com o seu distinto par de colunas ao fundo.

No desenho de Kent para alargamento do Número 10, a Sala do Gabinete (Cabinet Room) era um simples espaço retangular com enormes janelas. Como parte das renovações iniciadas em 1783, a Sala do Gabinete foi ampliada, dando ao espaço a sua aparência moderna. Provavelmente não concluidas antes de 1796, estas alterações foram conseguidas através da remoção da parede leste e da reconstrução em vários metros dentro da contígua sala dos secretários. À entrada, foi erguida uma cortina de dois pares de colunas coríntias, de forma a suster o duplo vão do tecto, suportando um entablamento moldado que corre em volta da sala. O espaço menor resultante, emoldurado por colunas, serve como uma antecâmara para a área maior. A sala do secretário foi reduzida, com a sua lareira fora do centro. A pintura de Hendrick Danckerts de "The Palace of Whitehall (reproduzida mais acima) está habitualmente pendurada na antecâmara. Robert Taylor, o arquiteto que executou este conceito, foi feito cavaleiro depois da sua conclusão.
Apesar deste espaço ter sido pensado por Kent para ser usado pelo Primeiro Lorde como seu estúdio, raramente serviu a esse propósito; tem sido quase sempre a Sala do Gabinete.  Pintada de branco, com grandes janelas que vão do chão ao teto ao longo de uma das longas paredes, a sala é luminosa e arejada. Candeeiros de três braços estão suspensos do teto. A mesa do Gabinete, comprada durante a era Gladstone, domina a sala. O moderno tampo em forma de barco, introduzido por MacMillan no final da década de 1950, é suportado pelas gigantescas pernas de carvalho originais. A mesa é habitualmente rodeada por vinte e três sólidas cadeiras esculpidas em mogno, também datadas da era Gladstone. A cadeira do primeiro-ministro, a única com braços, está situada a meio de um dos lados, em frente à lareira de mármore e enfrentando as janelas. O único quadro na sala, pendurado sobre a lareira, contém uma cópia de um retrato de Sir Robert Walpole.
O Primeiro Lorde não tem espaço designado no Número 10; cada um escolhe uma das salas contíguas como seu gabinete privado.

### A Sala de Estar de Aparato Colunada

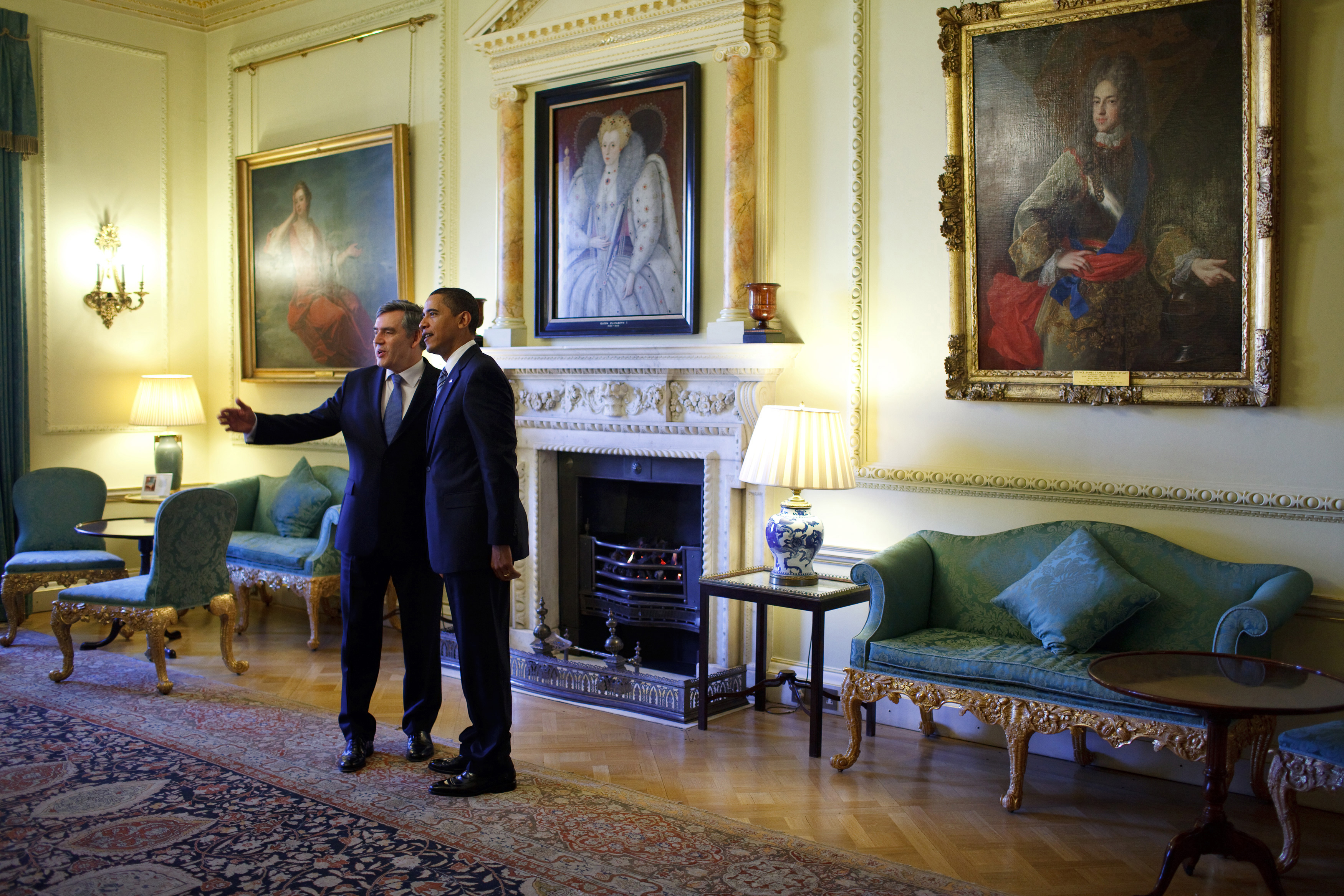
O Primeiro-Ministro Gordon Brown e o Presidente dos E.U.A. Barack Obama na Sala Colunada, 2009.

O Número 10 tem três salas de estar de aparato interligadas: a Sala Colunada (Pillared Room), a Sala Terracota (Terracotta Room) e a Sala de Estar Branca (White Drawing Room).
A maior é a Sala Colunada, que se pensa ter sido criada por Taylor em 1796. Medindo 11 metros (37 pés) de comprimento por 8,5 metros de largura (28 pés), toma o nome das colunas jônicas gêmeas com frontões retos existentes num dos extremos. Atualmente está ali um retrato da Rainha Isabel I sobre a lareira; durante o Governo de Thatcher (1979-1990), esteve ali pendurado um retrato de William Pitt, por Romney.
Um tapete persa cobre quase todo o pavimento. Este tapete, uma cópia do original quinhentista atualmente conservado no Victoria and Albert Museum, possui uma inscrição tecida onde se pode ler: I have no refuge in the world other than thy threshold. My head has no protection other than this porchway. The work of a slave of the holy place, Maqsud of Kashan in the year 926" ("Não tenho refúgio no mundo além da tua soleira. A minha cabeça não tem outra protecção que este pórtico. O trabalho dum escravo do lugar sagrado Maqsud de Kashan no ano de 926" - o ano muçulmano correspondente a 1520).
Esparsamente mobilada com algumas cadeiras e sofás em volta das paredes, a Sala Colunada é habitualmente usada para receber convidados antes de se dirigirem à Sala de Jantar de Aparato (State Dining Room). No entanto, por vezes é usada para outros fins que requerem um largo espaço disponível. Acordos internacionais foram assinados nesta sala. Tony Blair recebeu a equipe de rugby da England Rugby Union na Sala Colunada depois da sua vitória no Campeonato do Mundo de 2003 e John Logie Baird fez a Ramsay MacDonald uma demonstração do seu invento, a televisão, nesta sala.

### A Sala de Jantar de Aparato
Quando Frederick John Robinson (mais tarde Lorde Goderich), se tornou Chanceler do Tesouro, em 1823, decidiu deixar um legado pessoal à nação. Com esse fim, contratou Sir John Soane, o distinto arquiteto que havia desenhado o Banco de Inglaterra e muitos outros edifícios famosos, para construir a Sala de Jantar de Aparato (State Dining Room) para o Número 10. A obra foi iniciada em 1825 e concluida em 1826, com o custo de £2.000, tendo resultado em uma espaçosa sala com apainelamento em carvalho e molduras em cana. Acessível através do primeiro andar, o seu teto arcado abobadado eleva-se ao longo do piso seguinte, ocupando, na verdade, dois andares. Medindo 13 metros (42 pés) por 7,9 metros (26 pés), é a maior sala no Número 10. Soane foi o convidado de honra para a sua inauguração, ocorrida no dia 4 de Abril de 1826.
A sala está habitualmente mobiliada com uma mesa rodeada por 20 cadeiras reproduzidas a partir de originais em estilo Adam feita para a Embaixada Britânica no Rio de Janeiro. Para encontros maiores, é trazida uma mesa em forma de ferradura com capacidade para acomodar até 65 convidados. Nessas ocasiões, a mesa é posta com o conjunto de prata (Silver Trust) dado ao Número 10 na década de 1990. Sobre a lareira, dominando a sala, está um sólido retrato, por John Shackleton, de Jorge II, o rei que deu originalmente o edifício ao Primeiro Lorde do Tesouro, em 1732. Célebres chefes de cozinha, como Nigella Lawson, têm cozinhado para os convidados dos primeiros-ministros usando a pequena cozinha na porta ao lado. Entrando pela Pequena Sala de Jantar (Small Dining Room), Blair usou esta sala para as suas conferências de imprensa mensais.

### A Grande Cozinha
A grande cozinha localizada na cave foi uma outra parte das renovações iniciadas em 1783, provavelmente também sob a direcção de Robert Taylor. Raramente visto por outras pessoas além do pessoal, o espaço tem dois andares de altura com uma gigantesca janela arcada e teto abobadado. Tradicionalmente, sempre teve uma mesa de talho ao centro com 4,3 metros (14 pés) de comprimento, por 0,91 metros (3 pés) de largura e 13 centímetros de espessura.

### A Pequena Sala de Jantar ou de Pequeno-almoço
Por cima da cozinha abobadada de Taylor, entre a Sala Colunada e a Sala de Jantar de Aparato, Soane criou uma Pequena Sala de Jantar (Smaller Dining Room - por vezes chamada de Sala de Pequeno-Almoço - Breakfast Room) que ainda existe. Para construi-la, Soane removeu a chaminé da cozinha para pôr uma porta na sala. Transferiu, então, a chaminé para o lado leste, instalando um cano em forma de Y para o escoamento da fumaça dentro das paredes para ambos os lados de uma das janelas acima. Desta forma, a sala tem um elemento arquitetônico único: sobre a lareira está uma janela em vez do habital console da chaminé.
Durante a década de 1990, a Primeira-Ministra Thatcher usou esta sala como uma galeria para cientistas britânicos. Existia ali um busto de Sir Isaac Newton, na soleira da janela sobre a lareira, e retratos de Joseph Priestley, Humphrey Davy e Edmund Halley nas janelas.
Com o seu teto plano sem adornos, simples moldagens e profundos assentos de janela, a Pequena Sala de Jantar é íntima e confortável. Mobiliada, habitualmente, com uma mesa de mogno rodeada por apenas oito lugares, tem sido usada frequentemente pelos primeiros-ministros quando jantam em família ou quando recebem convidados especiais em ocasiões de Estado mais pessoais.

### O Terraço e o Jardim

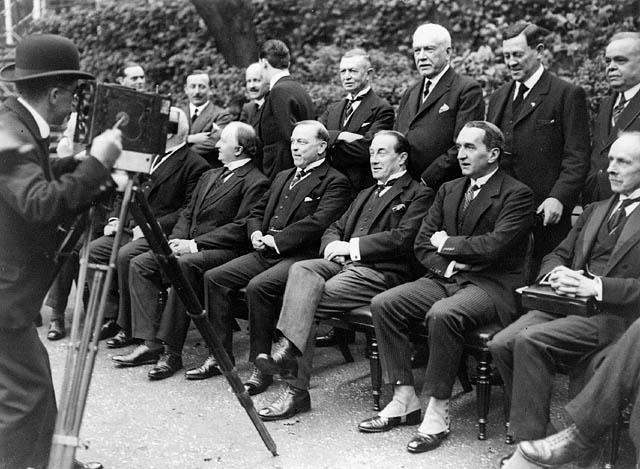
O então Primeiro-Ministro Stanley Baldwin (sentado ao centro com as pernas cruzadas) posa no jardim com representantes da Conferência Imperial - 1923. O terraço e o jardim têm proporcionado um cenário casual para muitos encontros como este.

O terraço e o jardim foram construídos em 1736, pouco depois de Walpole se mudar para o Número 10. O terraço, estendendo-se ao longo das traseiras, propicia uma ampla vista do St James's Park. O jardim é dominado por um relvado com meio acre que envolve os números 10 e 11 numa forma de L. Já não estando "preenchido com variadas frutas de parede e diversas árvores de fruta" como estava no século XVII, possui agora um canteiro centrado em volta dum azevinho e rodeado por bancos. Tinas de flores alinham-se nos degraus a partir do terraço; em volta das paredes existem canteiros de rosas com arbustos floridos e sempre verdes. O terraço e o jardim têm proporcionado um cenário para muitos encontros do Primeiro Lorde com dignitários estrangeiros, ministros do Gabinete, convidados e pessoal. O Primeiro-Ministro Tony Blair, por exemplo, promoveu, em 2007, uma recepção de despedida para o seu pessoal no terraço. John Major anunciou a sua resignação no jardim das rosas. Churchill chamava as suas secretárias de "garden girls" (raparigas do jardim) porque os seus gabinetes estavam voltados para o jardim.

## Reconstruindo o Número 10: 1960-1990
Em meados do século XX, ficou claro que o Número 10 estava em mau estado de conservação e que corria perigo iminente de ruir. A deterioração era óbvia havia algum tempo. O número de pessoas permitido nos pisos superiores era limitado pelo receio das paredes sobrecarregadas poderem colapsar. A escadaria tinha-se afundado várias polegadas; alguns degraus estavam vergados e a balaustrada fora do alinhamento. Uma investigação ordenada pelo Primeiro-Ministro Harold Macmillan, em 1958, concluiu que havia uma extensa podridão seca. As colunas na sala do gabinete que sustentavam os andares superiores encontravam-se, sob as camadas de verniz e pintura de duzentos anos, com a madeira original interna apodrecida e quase transformada em pó. Rodapés, portas, soleiras e outros trabalhos de madeira estavam minados e enfraquecidos com a doença. Depois da reconstrução ter começado, mineiros escavaram até às fundações e descobriram que as enormes vigas de madeira que apoiavam a casa tinham caído.
Houve alguma discussão sobre a hipótese de demolir todo o edifício e construir uma residência inteiramente nova, mas a casa do primeiro-ministro tinha-se tornado num ícone da arquitetura britânica tão querido como o Castelo de Windsor, o Palácio de Buckingham ou o Palácio de Westminster. Por esse motivo, ficou decidido que, tal como ocorreu na Casa Branca na década de 1950, a fachada seria preservada, enquanto que o interior seria totalmente removido até ao nível dos alicerces, e seria construida uma cópia do edifício original utilizando aço e betão na estrutura, sobre a qual seria colocado o mobiliário original. Também foi resolvido que o Número 10 (e os números 11 e 12) seriam reconstruidos usando tantos materiais originais quanto possível. O interior seria fotografado, medido, desmontado e restaurado. Seria instalada uma fundação com profundos pilares e os edifícios originais remontados sobre eles, permitindo uma necesária expansão e modernização. Qualquer material original que não pusesse ser reparado - como o par de colunas na Sala do Gabinete - seria replicado em detalhe. Foi um empreendimento formidável: os três edifícios continham mais de 200 salas distribuidas por cinco pisos. Grande parte deste delicado trabalho foi realizada pelo arquitecto Raymond Erith.
A Times reportou que, inicialmente, o custo para o projecto seria de £400.000. Depois que estudos mais cuidadosos foram terminados, concluiu-se que o "custo total seria aparentemente de £1.250.000" e demoraria dois anos a ser concluido. NO final, o custo chegou perto dos £3.000.000 e demorou quase três anos a ser executado devido, em grande parte, a 14 greves dos trabalhadores. Também se deram atrasos quando escavações arqueológicas descobriram importantes artefactos datados das épocas romana, saxónica e medieval. Macmillan viveu na Admiralty House durante a reconstrução.
A nova fundação foi feita de aço reforçado com betão, com pilares afundados 1,8 metros (6 pés) a 5,5 metros (18 pés) (5.5 m). O "novo" Número 10 consistia em cerca de 60% de novos materiais; os restantes 40% correspondiam tanto a restauros como a réplicas de originais. O piso do jardim — incluindo a porta e o hall de entrada, a escadaria, o corredor para a Sala do Gabinete, o jardim e o terraço, a Pequena e a Grande Salas de Aparato e as três salas de recepção — foi reconstruido exactamente como o do "velho" Número 10. A escadaria foi reconstruida e simplificada. Vigas de aço foram escondidas no interior das colunas da Sala de Estar Colunada para suportar o piso acima. Os pisos superiores foram modernizados e o terceiro andar estendido sobre os números 11 e 12 para permitir mais espaço habitável. Foram removidas 40 camadas de tinta das elaboradas cornijas, revelando detalhes escondidos, em alguns casos, por quase 200 anos. Quando os construtores examinaram a fachada externa, descobriram que a cor preta visível, até mesmo nas primeiras fotografias de meados do século XIX, era enganosa - os tijolos eram na verdade amarelos e a aparência negra era consequência de dois séculos de muita poluição. Ficou decidido, então, preservar a aparência "tradicional" de tempos mais recentes, de modo que os tijolos amarelos, recentemente limpos, foram pintados de preto para preservar a sua aparência mais conhecida.
Apesar da reconstrução ser considerada, genericamente, um triunfo arquitectónico, Erith ficou desapontado, queixando-se abertamente durante a execução do projecto e posteriormente que o Governo do facto do Governo ter alterado o seu desenho para poupar dinheiro. "Tenho o coração partido", disse ele, "pelo resultado… todo o projecto tem sido um tremendo desperdício de dinheiro porque não tem sido feito adequadamente. O Ministério das Obras tem insistido em economia depois de economia. Estou amargamente desapontado com o que tem acontecido". As preocupações de Erith provaram ter justificação. Poucos anos depois, foi descoberta novamente podridão seca, especialmente nas salas principais, devido principalmente à inadequada impermiabilização e a rupturas na canalização. Uma vez mais, teve que ser empreendida uma ampla reconstrução para resolver estes problemas.
No final da década de 1980, Margaret Thatcher contratou Quinlan Terry, colega de Erith, para redecorar as salas principais para a celebração do glorioso passado britânico e o seu estatuto renovado depois da Guerra das Falklands.  Entre outros detalhes, Terry restaurou a lareira da Sala de Estar Colunada em estilo Kentian, com pequenas colunas jónicas na consola, que são miniaturas duplicadas das maiores existente na sala. Também acrescentou um ornamento central no tecto, em estilo barroco, moldado nos ângulos com as quatro flores nacionais do Reino Unido: rosa (Inglaterra), cardo (Escócia), narciso (País de Gales) e trevo (Irlanda do Norte).

## O Gabinete do Primeiro-Ministro
O Gabinete do Primeiro-Ministro, para o qual os termos "Downing Street" e "Número 10" são metonímia, fica dentro da 10 Downing Street e é dirigido por um Chefe do Estado Maior e dotado de um misto de funcionários de carreira e de conselheiros especiais. Fornece, ao Primeiro-Ministro, apoio e assessoria em matéria de política, de comunicações com o parlamento, departamentos governamentais e relações públicas/comunicação social.
Organização anterior a 2001
- O Número 10 Gabinete Privado (relações com o parlamento e Whitehall);
- O Número 10 Gabinete de Imprensa - O gabinete de imprensa cresceu em importância como meio de comunicação social. O funcionário de imprensa de Thatcher, Bernard Ingham, foi um dos seus mais importantes assessores. A influência de Alastair Campbell, como funcionário de imprensa de Blair, foi ainda maior;
- O Número 10 Unidade Política (assessoria sobre questões estratégicas e detalhadas questões de política);
- O Número 10 Gabinete Político (ligação com o partido do primeiro-ministro e o eleitorado);
- O Número 10 Gabinete de Encontros.

O Gabinete foi reorganizado, em 2001, passando a contar com três diretorias:
- Política e governo
Assumiu as funções do Gabinete privado e unidade política. Prepara aconselhamento para o PM e coordena a elaboração e a implementação de políticas nos departamentos
- Comunicação e estratégia, contém três unidades:
  - Gabinete de imprensa: responsável pelas relações com os meios de comunicação social
  - Unidade de comunicações estratégicas
  - Unidade de pesquisa e informação: fornece informações factuais ao Número 10
- Relações de governo e políticas: manobras partidárias/relações públicas

As mudanças tiveram a intenção de fortalecer o gabinete do PM. No entanto, alguns analistas têm sugerido que as reformas de Tony Blair criaram algo semelhante a um 'departamento do primeiro-ministro'. A reorganização causou a fusão do Gabinete do Primeiro-Ministro e do Cabinet Office - um número de unidades dentro do Cabinet Office são diretamente de responsabilidade do Primeiro-Ministro.

## Segurança

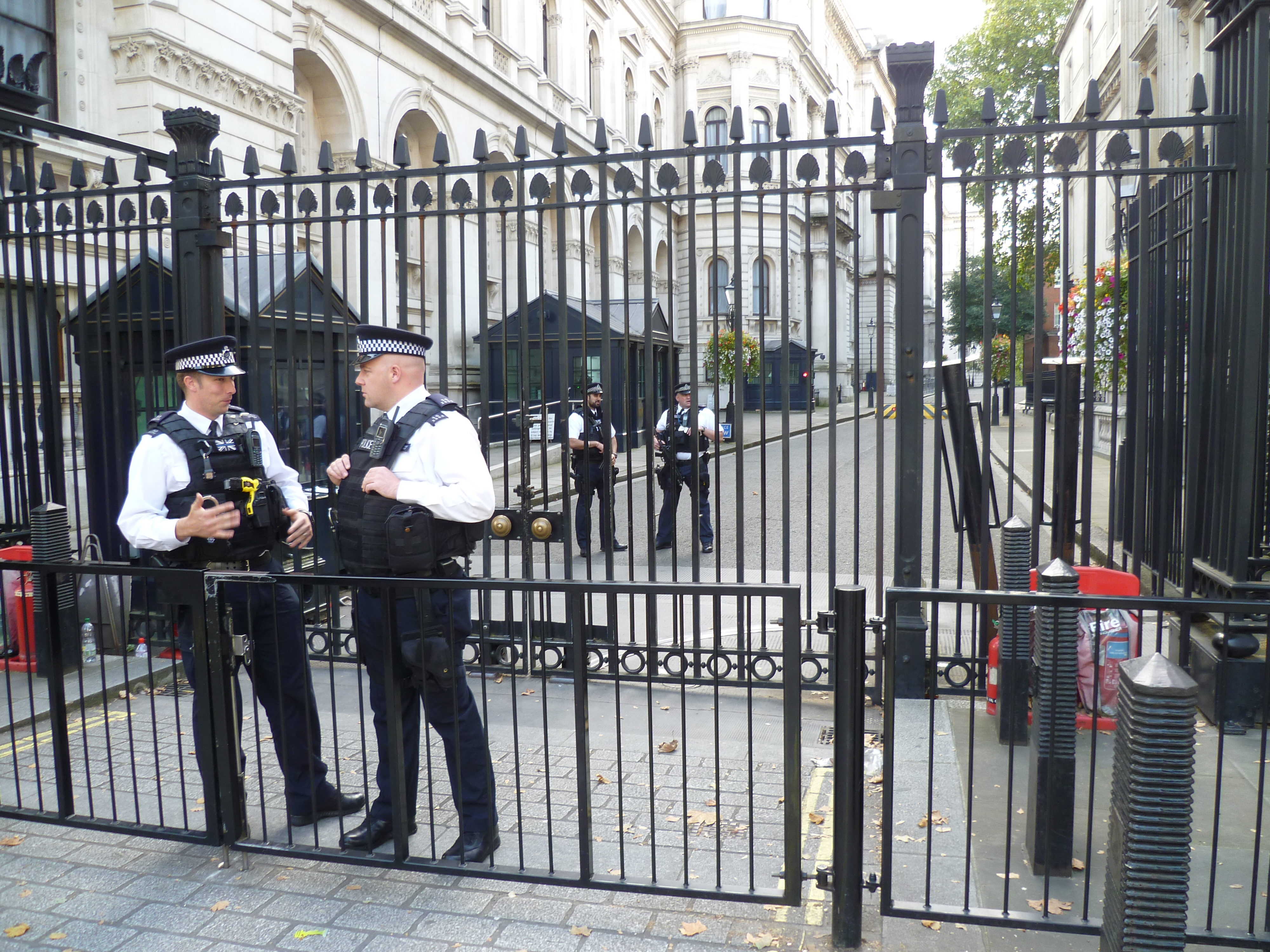
Depois do ataque a bomba de 1991, a segurança no Número 10 foi melhorada, incluindo barreiras eletrônicas retráteis de acesso; os visitantes só podem ver a residência do primeiro-ministro à distância.

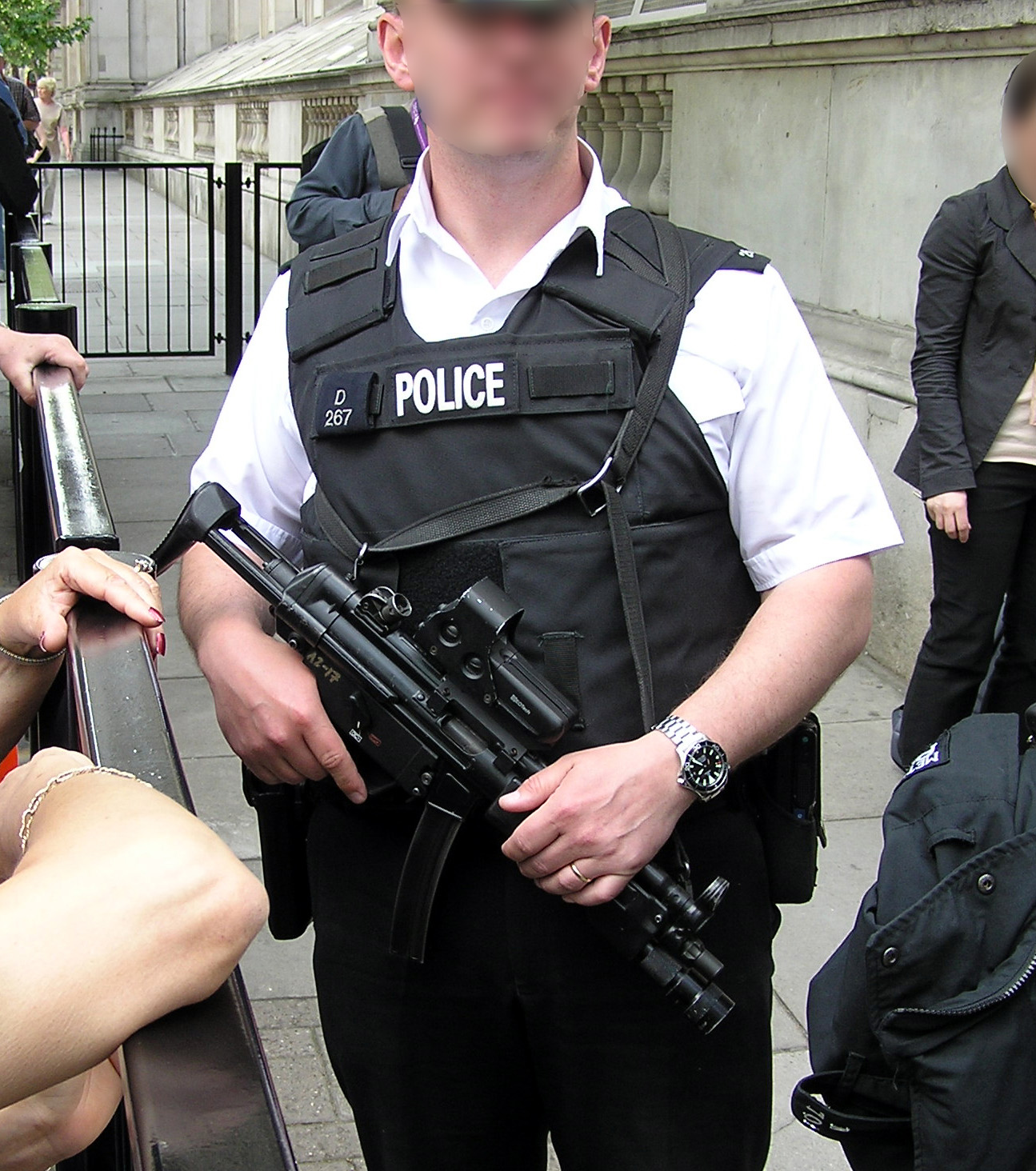
Guarda de serviço na rua.

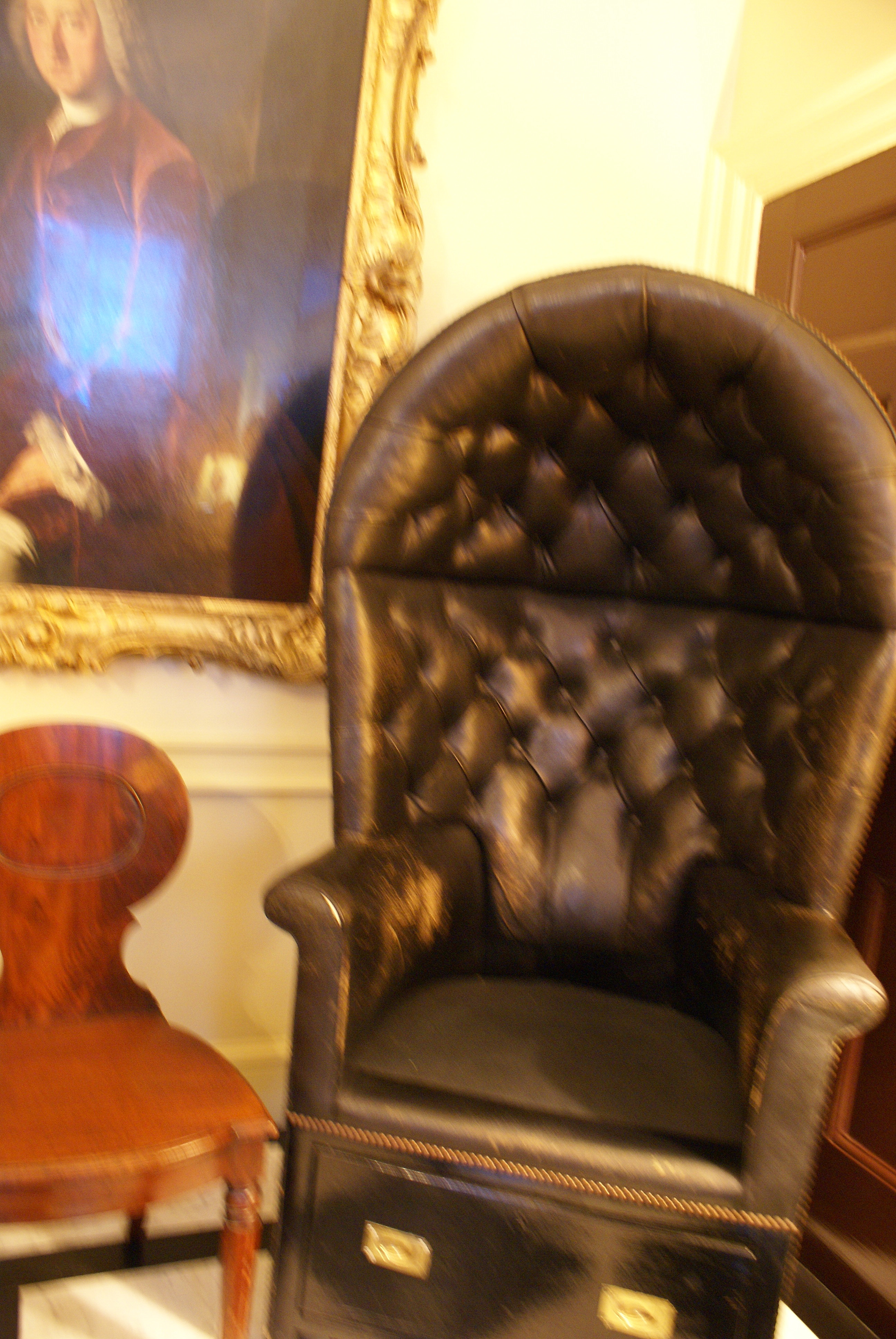
A Cadeira do Guarda usada pelo segundo oficial de serviço no hall de entrada do Número 10.

Ao longo da maior parte da sua história, a Downing Street esteve acesível ao público. Existia alguma segurança em volta do Número 10, mas esta era mínima: um agente da polícia de pé fazia a guarda da casa.
Actualmente, estão presentes rígidas medidas de segurança, embora nem sempre visíveis. Tradicionalmente, um agente da polícia fica postado do lado de fora da porta preta do Número 10 - uma porta que não tem buraco de fechadura na parte de fora, só podendo ser aberta do interior. Um segundo agente da polícia tem presença permanente no hall de entrada, do outro lado da porta da frente, para abrir a porta ao primeiro-ministro.
Portões foram instalados em ambas as extremidades da rua durante o Governo de Margaret Thatcher, devido aos atentados terroristas. A mais grave violação da segurança ocorreu no dia 7 de Fevereiro de 1991, quando o Provisional IRA usou uma carrinha branca estacionada na Whitehall para lançar um morteiro contra o Número 10. Este engenho explodiu no jardim da parte de trás da 10 Downing Street, quebrando os vidros de todas as janelas da Sala do Gabinete, enquanto o então primeiro-ministro John Major conduzia uma sessão do Gabinete. Major mudou-se para a Admiralty House, enquanto as reparações eram concluídas.
Devido a este ataque, foram impostas medidas de segurança mais pesadas, embora nem sempre visíveis. Uma casa da guarda ergue-se na entrada vedada, acomodando vários polícias fardados fortemente armados. O Grupo de Proteção Diplomática (Diplomatic Protection Group - DPG) do Serviço de Polícia Metropolitana (Metropolitan Police Service) fornece proteção aos ministros, em Londres, atuando na Inteligência dos Serviços de Segurança. Existem ainda outras medidas de segurança como, por exemplo, policias armados com roupas camufladas posicionados nos telhados das casas da rua e nas proximidades de Whitehall. Foi cogitada a existência de uma casamata ligada a outras instituições públicas sob a rua.
Depois do ataque de morteiro do IRA, a porta de carvalho preto original foi substituída por uma nova à prova de explosivos, em aço. Regularmente removida para remodelação e substituída por uma réplica, é tão pesada que são necessários oito homens para levantá-la. A caixa de correio em latão ainda ostenta a legenda "First Lord of the Treasury"22 ("Primeiro Lorde do Tesouro"). A porta original passou a ficar exposta nas Salas do Gabinete de Guerra do Churchill Museum.
Ainda é permitido o acesso de pessoas à rua, prevendo-se uma vistoria de segurança a cada uma delas antes de entrarem.

## 250º aniversário do Número 10: 1985
O Número 10 fez 250 anos de idade em 1985. Para celebrar esta efeméride, a Primeira-Ministra Margaret Thatcher promoveu um grande jantar na Sala de Jantar de Aparato para os seus predecessores ainda vivos - Harold Macmillan, Alec Douglas-Home, Harold Wilson, Edward Heath e James Callaghan — e para a Rainha Isabel II. Também foram recebidos representantes das famílias de todos os primeiros-ministros do século XX, incluindo Olwen Carey Evans (filha de Lloyd George), Lorna Howard (filha de Stanley Baldwin) e Clarissa Eden, Condessa de Avon (viúva de Anthony Eden).
No mesmo ano, o Círculo de Leitura publicou o livro de Christopher Jones intitulado No. 10 Downing Street, The Story of a House. O prefácio consiste numa carta de Thatcher na qual sumariza os sentimentos que ela, e muitos outros britânicos, tem em relação ao Número 10: "Como eu desejava que o público … pudesse partilhar comigo o sentimento da grandeza da história britânica que exala de todos os cantos deste complicado e labiríntico velho edifício … todos os primeiros-ministros estão intensamente conscientes que, como inquilinos e conservadores do Número 10 Downing Street, têm a seu cargo uma das mais preciosas jóias do património da nação".

## Moradores da 10 Downing Street e da Casa dos Fundos (1650-presente)
Os primeiros-ministros estão indicados em negrito.
| A Casa dos Fundos: antes de 1733 |                                                                            |           |
| Oliver Cromwell | Lord Protector                                                             | 1650-1654 |
| George Monck, Duque de Albemarle | Primeiro Comissário do Tesouro                                             | 1660-1670 |
| Guilherme, Príncipe de Orange (futuro rei Guilherme III da Inglaterra) | ***                                                                        | 1670-1671 |
| George Villiers, 2º Duque de Buckingham | Membro do Ministério Cabal                                                 | 1671-1676 |
| Conde de Lichfield | Mestre da Cavalaria                                                        | 1677-1688 |
| Hendrik van Nassau, Lorde Ouwerkerk (antigo Auverquerque) | Mestre da Cavalaria                                                        | 1690-1708 |
| Frances van Nassau, Lady Ouwerkerk | Nenhum                                                                     | 1708-1720 |
| Johann Caspar von Bothmar, Conde de Bothmar | Enviado de Hanover; assessor de Jorge I e Jorge II                         | 1720-1732 |
| 10 Downing Street: antes de 1733 |                                                                            |           |
| Elizabeth Paston, Condessa de Yarmouth | *                                                                          | 1688-1692 |
| Lorde Lansdowne | *                                                                          | 1692-1696 |
| Conde de Grantham | *                                                                          | 1699-1703 |
| 10 Downing Street, incluindo a Casa dos Fundos: 1735 e após |                                                                            |           |
| Entre 1733 e 1735, o arquiteto William Kent, com a autorização de Sir Robert Walpole, transformou a Casa Litchfield e a 10 Downing Street em uma só casa conhecida desde então por Número 10 da Downing Street, oficialmente a residência do Primeiro Lorde do Tesouro. |                                                                            |           |
| Sir Robert Walpole | Primeiro Lorde do Tesouro, Ministro das Finanças                           | 1735-1742 |
| Samuel Sandys, depois Barão de Sandys | Ministro das Finanças                                                      | 1742-1743 |
| Lorde de Sandys | ***                                                                        | 1743-1744 |
| Conde de Lincoln | ***                                                                        | 1745-1753 |
| Lewis Watson | ***                                                                        | 1753-1754 |
| Henry Bilson Legge | Ministro das Finanças                                                      | 1754-1761 |
| Thomas Pelham-Holles | ***                                                                        | 1762      |
| Sir Francis Dashwood | Ministro das Finanças                                                      | 1762-1763 |
| George Grenville | Primeiro Lorde do Tesouro e Ministro das Finanças                          | 1763-1765 |
| William Dowdeswell | Ministro das Finanças                                                      | 1765-1766 |
| Em 1766, a casa passou por grandes reparos e reconstrução. |                                                                            |           |
| Charles Townsend | Ministro das Finanças                                                      | 1766-1767 |
| Frederick North, Lorde de North | Ministro das Finanças                                                      | 1767-1770 |
| Frederick North, Lorde de North | Primeiro Lorde do Tesouro, Ministro das Finanças                           | 1770-1782 |
| Sir John Cavendish (incerto) | Ministro das Finanças                                                      | 1782      |
| William Pitt, o Novo | Ministro das Finanças                                                      | 1782-1783 |
| William Cavendish-Bentinck, 3.º Duque de Portland | Primeiro Lorde do Tesouro                                                  | 1783      |
| Em 1783, 10 Downing Street passou novamente por grandes reparos e alterações. |                                                                            |           |
| William Pitt, o Novo | Primeiro Lorde do Tesouro, Ministro das Finanças                           | 1783-1801 |
| Henry Addington | Primeiro Lorde do Tesouro, Ministro das Finanças                           | 1801-1804 |
| William Pitt, o Novo | Primeiro Lorde do Tesouro, Ministro das Finanças                           | 1804-1806 |
| William Pitt morou na 10 Downing Street por um total de vinte anos, mais que qualquer primeiro-ministro antes ou depois dele. Este longo período de moradia ajudou a estabelecer uma associação na mente popular entre a casa e o cargo público. |                                                                            |           |
| William Wyndham Grenville, Lorde de Grenville | Primeiro Lorde do Tesouro                                                  | 1806-1807 |
| William Cavendish-Bentinck, 3.º Duque de Portland | Primeiro Lorde do Tesouro                                                  | 1807      |
| Spencer Perceval | Ministro das Finanças                                                      | 1807-1809 |
| Spencer Perceval | Primeiro Lorde do Tesouro, Ministro das Finanças                           | 1809-1812 |
| Charles Arbuthnot | *                                                                          | 1810      |
| Nicholas Vansittart | Ministro das Finanças                                                      | 1812-1823 |
| Frederick John Robinson | Ministro das Finanças                                                      | 1823-1827 |
| George Canning | Primeiro Lorde do Tesouro, Ministro das Finanças                           | 1827-1828 |
| Frederick John Robinson, 1º Visconde de Goderich | Primeiro Lorde do Tesouro                                                  | 1827-1828 |
| Arthur Wellesley, 1.º Duque de Wellington | Primeiro Lorde do Tesouro                                                  | 1828-1830 |
| Nos primeiros sete meses de seu ministério, Wellington recusou-se a morar na 10 Downing Street, porque ele a achava muito pequena. Ele só aceitou mudar-se para ela, porque sua casa, a Apsley House, necessitava de grandes reformas. Retornou a Apsley House dezoito meses depois. |                                                                            |           |
| Conde de Bathurst | Lorde Presidente do Conselho                                               | 1830      |
| Charles Grey, 2.º Conde Grey | Primeiro Lorde do Tesouro                                                  | 1830-1834 |
| Sir Thomas Freemantle | Secretário de Sir Robert Peel                                              | 1835      |
| A parte residencial da 10 Downing Street ficou vaga por três anos, de 1835-1838 durante o Ministério Melbourne. |                                                                            |           |
| O Honorável William Cowper e G. E. Anson | Junior Lordes do Tesouro (?)                                               | 1838      |
| G. E. Anson | Junior Lorde do Tesouro                                                    | 1839-1840 |
| Edward Drummond | *                                                                          | 1842      |
| Edward Drummond e W. H. Stephenson | *                                                                          | 1843      |
| W. H. Stephenson e George Arbuthnot | *                                                                          | 1844-1846 |
| George Keppel, Charles Grey, e R.W. Grey | *                                                                          | 1847      |
| A parte residencial da 10 Downing Street ficou vaga pelos próximos trinta anos e a casa foi usada apenas para reuniões do Gabinete e locais de escritórios. |                                                                            |           |
| Em 1877, Disraeli ordenou grandes reparos e redecoração da 10 Downing Street a fim de poder morar lá. Gladstone, durante seu ministério 1880-1885, ordenou ainda mais reparos e redecorações a fim de poder morar lá. Como amplamente divulgado nos jornais e revistas, a grande rivalidade entre Disraeli e Gladstone, anterior e durante esses anos, serviram para firmar a 10 Downing Street como o símbolo do poder executivo britânico.    |                                                                            |           |
| Benjamin Disraeli, 1º Conde de Beaconsfield | Primeiro Lorde do Tesouro                                                  | 1877-1880 |
| William Ewart Gladstone | Primeiro Lorde do Tesouro, Ministro das Finanças                           | 1880-1885 |
| Sir Stafford Northcote | Primeiro Lorde do Tesouro                                                  | 1885-1886 |
| William Ewart Gladstone | Primeiro Lorde do Tesouro                                                  | 1886      |
| Lorde Salisbury | Primeiro Lorde do Tesouro                                                  | 1886-1887 |
| Salisbury morou em sua casa no número 20 da Arlington Street em St. James's 1887-1892 e 1895-1902. |                                                                            |           |
| William Henry Smith | Primeiro Lorde do Tesouro                                                  | 1887-1891 |
| Arthur Balfour | Primeiro Lorde do Tesouro                                                  | 1891-1892 |
| William Ewart Gladstone | Primeiro Lorde do Tesouro, Lord Privy Seal                                 | 1892-1894 |
| Archibald Primrose, 5º Conde de Rosebery | Primeiro Lorde do Tesouro, Lorde Presidente do Conselho                    | 1894-1895 |
| Arthur Balfour | Primeiro Lorde do Tesouro, Líder da Câmara dos Comuns                      | 1895-1902 |
| Desde 1902, todo primeiro-ministro tem oficialmente morado na 10 Downing Street, apesar de na verdade muitos deles terem morado em outros lugares como indicado abaixo. Também, desde então, todos têm o cargo legal oficial de Primeiro Lorde do Tesouro; nenhum deles possui o cargo de Ministro das Finanças juntamente com o de Primeiro-Ministro como era comum anteriormente, com exceção de Stanley Baldwin entre maio e agosto de 1923. |                                                                            |           |
| Arthur Balfour | Primeiro Lorde do Tesouro                                                  | 1902-1905 |
| Sir Henry Campbell-Bannerman | Primeiro Lorde do Tesouro                                                  | 1905-1907 |
| Herbert Henry Asquith | Primeiro Lorde do Tesouro (e Secretário da Guerra, janeiro-agosto de 1914) | 1907-1916 |
| David Lloyd George | Primeiro Lorde do Tesouro                                                  | 1916-1922 |
| Andrew Bonar Law | Primeiro Lorde do Tesouro                                                  | 1922-1923 |
| Stanley Baldwin | Primeiro Lorde do Tesouro (e Ministro das Finanças, maio-agosto de 1923)   | 1923-1924 |
| James Ramsay MacDonald | Primeiro Lorde do Tesouro e Secretário de Assuntos Externos                | 1924      |
| Stanley Baldwin | Primeiro Lorde do Tesouro                                                  | 1924-1929 |
| James Ramsay MacDonald | Primeiro Lorde do Tesouro                                                  | 1929-1935 |
| Stanley Baldwin | Primeiro Lorde do Tesouro                                                  | 1935-1937 |
| Neville Chamberlain | Primeiro Lorde do Tesouro                                                  | 1937-1940 |
| Winston Churchill | Primeiro Lorde do Tesouro, Ministro da Defesa                              | 1940-1945 |
| Para sua segurança, Churchill morou no altamente protegido Anexo do Número 10 durante a maior parte da Segunda Guerra Mundial. Contudo, ele insistiu em usar o Número 10 para o trabalho e jantar. |                                                                            |           |
| Clement Attlee | Primeiro Lorde do Tesouro                                                  | 1945-1951 |
| Sir Winston Churchill | Primeiro Lorde do Tesouro                                                  | 1951-1955 |
| Sir Anthony Eden | Primeiro Lorde do Tesouro                                                  | 1955-1956 |
| Harold Macmillan | Primeiro Lorde do Tesouro                                                  | 1957-1960 |
| Macmillan morou em Admiralty House de 1960-1964 enquanto o Número 10 foi reformado. Com seu interior totalmente reconstruído, apenas a fachada restou do prédio original. |                                                                            |           |
| Sir Alec Douglas-Home | Primeiro Lorde do Tesouro                                                  | 1964      |
| Harold Wilson | Primeiro Lorde do Tesouro                                                  | 1964-1970 |
| Edward Heath | Primeiro Lorde do Tesouro                                                  | 1970-1974 |
| Harold Wilson | Primeiro Lorde do Tesouro                                                  | 1974-1976 |
| Durante seu segundo ministério, Wilson manteve a ilusão pública de morar na 10 Downing Street, embora na realidade estar morando em sua casa no número 5 da Lord North Street em Westminster. |                                                                            |           |
| James Callaghan | Primeiro Lorde do Tesouro                                                  | 1976-1979 |
| Margaret Thatcher | Primeiro Lorde do Tesouro                                                  | 1979-1990 |
| John Major | Primeiro Lorde do Tesouro                                                  | 1990-1997 |
| Em 1991, o Provisional IRA lançou um morteiro na 10 Downing Street, quebrando os vidros das janelas e deixando uma grande cratera no jardim dos fundos. Major deixou a casa durante os reparos. |                                                                            |           |
| Tony Blair | Ministro do Serviço Público                                                | 1997-2007 |
| Logo após assumir o cargo em 1997, Tony Blair concordou em trocar de moradia com seu Chanceler, Gordon Brown, uma vez que o apartamento do Número 11 era maior e melhor atendia às necessidades da família Blair. Brown permaneceu no Número 10 após suceder Blair como primeiro-ministro em 2007. |                                                                            |           |
| Gordon Brown | Ministro do Serviço Público                                                | 2007-2010 |
| David Cameron | Líder do Partido Conservador Britânico                                     | 2010-2016 |
| Theresa May | Líder do Partido Conservador Britânico                                     | 2016-2019 |
| Boris Johnson | Líder do Partido Conservador Britânico                                     | 2019-2022 |
| Liz Truss | Líder do Partido Conservador Britânico                                     | 2022-2022 |
| Rishi Sunak | Líder do Partido Conservador Britânico                                     | 2022-2024 |
| Keir Starmer | Líder do Partido Trabalhista Britânico                                     | 2024      |